# Radotín
Radotín (německy Radotin) je městská čtvrť a katastrální území o rozloze 930,69 ha, které jako jediné tvoří pražskou městskou část Praha 16. Radotín se rozkládá na levém břehu Berounky, na jihozápadě hlavního města Prahy. Zastavěná část území je ohraničena na západě a severu zalesněnými kopci Velký a Malý háj a na jihovýchodě řekou Berounkou. Mezi oběma kopci protéká Radotínský potok. V letech 1967–1974 byl Radotín městem.

## Historický přehled

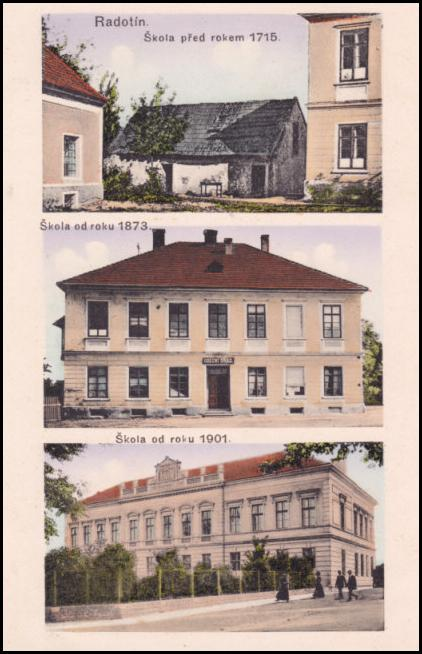
Historické budovy radotínské školy roku 1901

První historická zmínka dokládající existenci Radotína se nachází v listině českého krále Vladislava II. z rozmezí let 1156–1168, v níž je uvedena zpráva o založení kostela Panny Marie řádu Jana Jeruzalémského na Malé Straně a je zde také připomenut přívoz a brod v Radotíně přes Berounku (v té době však nazývané Mže). Farní kostel sv. Petra a Pavla byl postaven ve 13. století, do současné podoby byl však barokně přestavěn. Poslední úpravy vnějšího vzhledu proběhly v roce 1880, byl však zachován styl poslední velké přestavby z roku 1780.
V průběhu 19. století, zejména pak po zprovoznění železnice roku 1862, se Radotín začal stávat významným průmyslovým střediskem. Vznikla například cementárna a cukrovar, začátkem 20. století pak výrobce vzduchotechniky Janka a továrna na tělocvičné náčiní Vindyš.
15. září roku 1901 byla slavnostně otevřena nová budova školy naproti kostelu.
Bezprostředně po vyhlášení samostatnosti Československé republiky, v pondělí 28. října 1918, byly na náměstí Sv. Petra a Pavla vysazeny tři pamětní lípy, z nichž dvě zde dosud stojí. Na blízké základní škole je umístěna pamětní deska se jmény radotínských legionářů (ruských, italských a francouzských). Na památníku obětem 1. světové války, který se nachází v parku před domem U Koruny jsou pak jména všech padlých vojáků z Radotína a okolí.

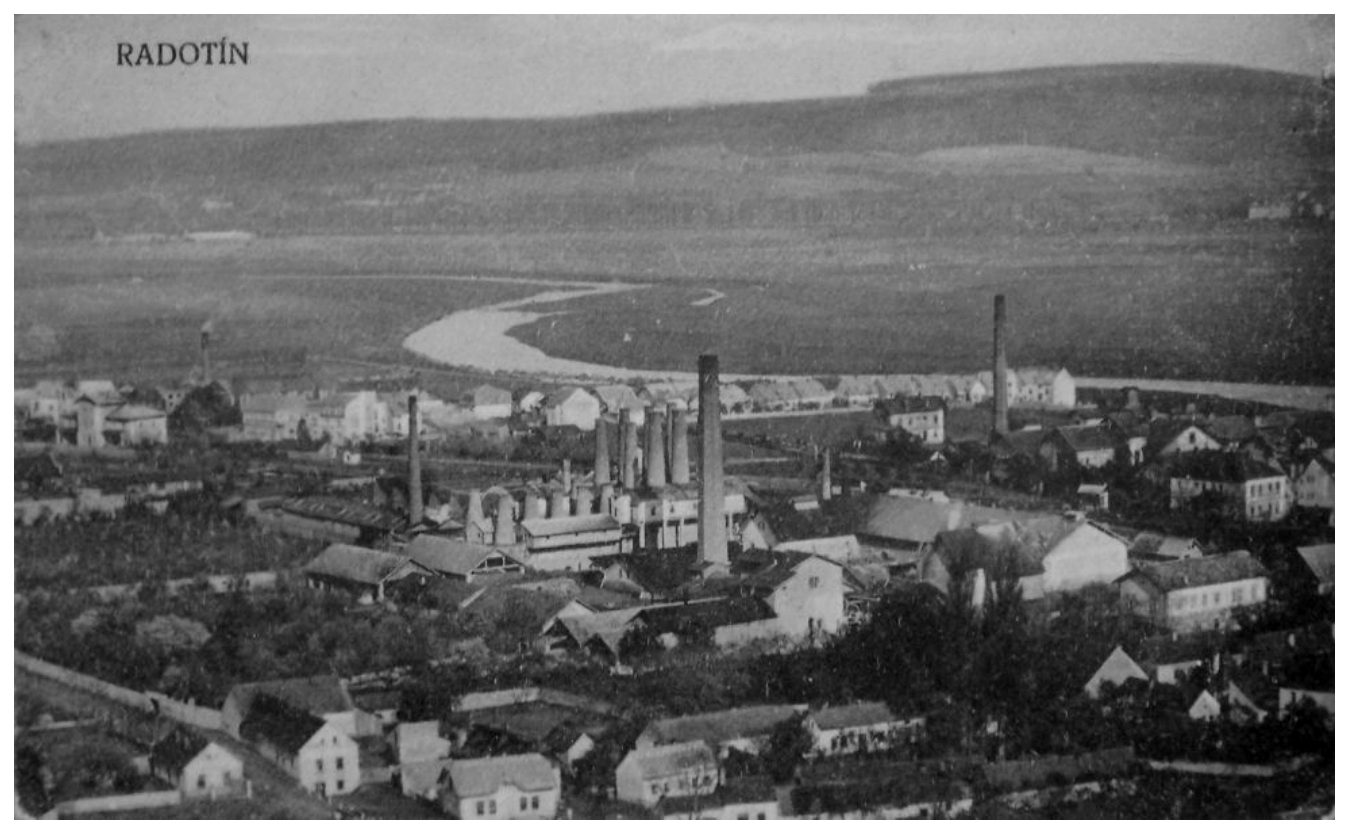
Pohled na Radotín z roku 1920

Novostavba Masarykovy měšťanské školy byla otevřena k 10. výročí republiky v roce 1928 a výstavná nová Sokolovna roku 1932. Zajímavou stavbou z téhož období je evangelická modlitebna v ulici Na Betonce za tratí s velkým secesním sálem s výbornou akustikou, který je proto rovněž používán k hojně navštěvovaným koncertům radotínské hudební školy (housle, klavír, varhany, flétny, akordeon, kytary i sborový zpěv).
Na přelomu 50. a 60. let vzniklo v Radotíně sídliště, dnes nazývané staré. Roku 1963 byla zbořena stará cementárna v centru obce, která byla ještě před tím nahrazena novou fabrikou v Radotínském údolí.

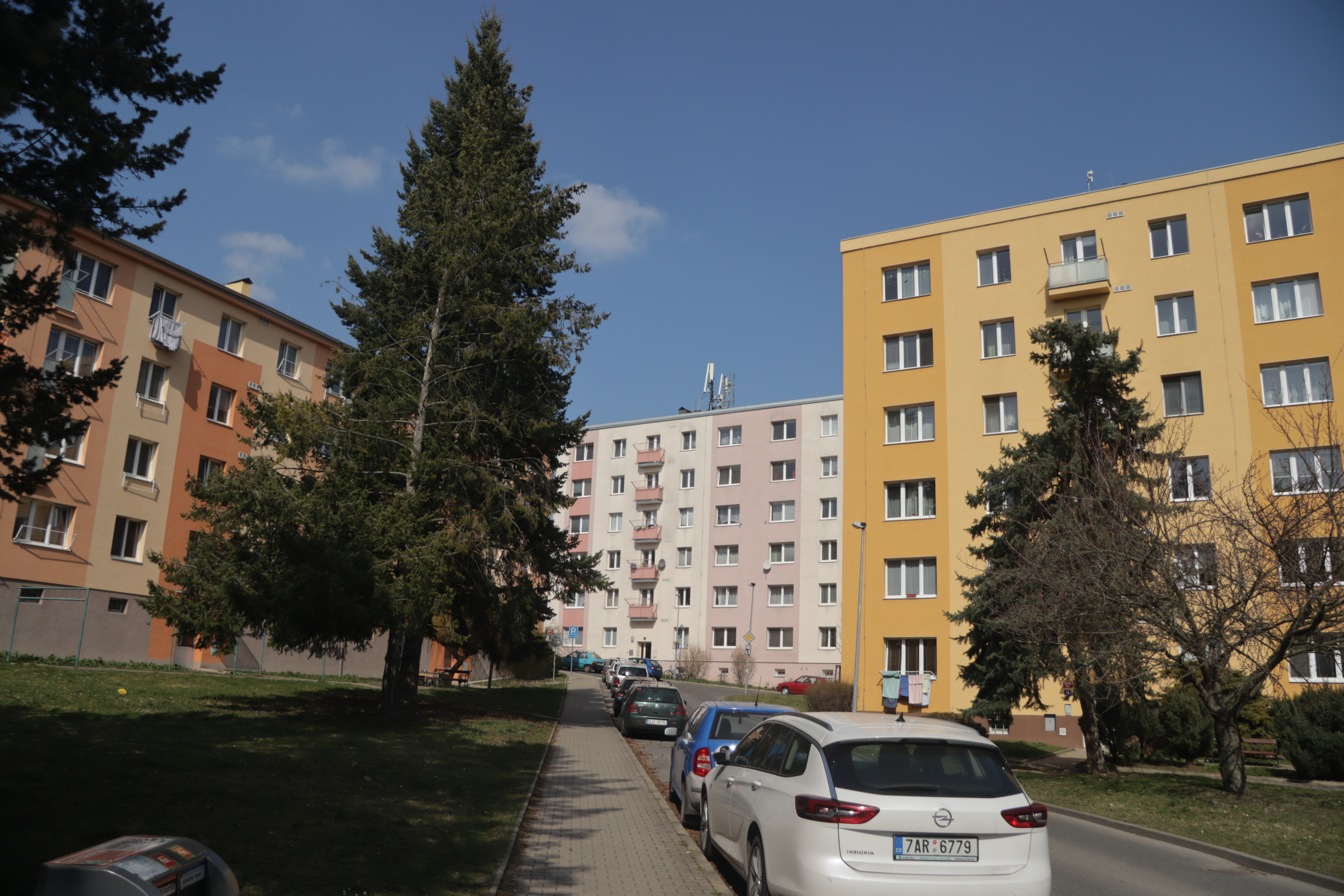
Sídliště z počátku 60. let na jihozápadním konci Radotína

Roku 1967 byl Radotín povýšen na město a bývalý národní dům U Koruny (č.p.44) přeměněn na kulturní středisko (velký spolkový sál v prvním patře zbudovaný za první republiky je dodnes využíván pro kulturní pořady, např. tradiční předvánoční vystoupení žáků taneční a baletní školy, která zde má své sídlo). Poblíž náměstí Sv. Petra a Pavla byl k padesátému výročí republiky vysazen 26. října 1968 strom republiky (lípa srdčitá), který je zachován včetně pamětního kamene s datováním, v parčíku přímo naproti Úřadu městské části Praha 16. 23. září 1971 byl radotínským MNV schválen současný znak vytvořený téhož roku heraldikem Karlem Liškou.
1. července 1974 byl Radotín připojen k Praze jako součást jejího městského obvodu Praha 5. Roku 1990 se Radotín stal samosprávnou městskou částí Praha–Radotín. 1. července 2001 byla na základě nového statutu hlavního města Prahy městská část pověřena výkonem státní správy pro správní obvod Praha 16 zahrnující též další čtyři městské části. K 1. lednu 2002 městská část získala současný název Praha 16.

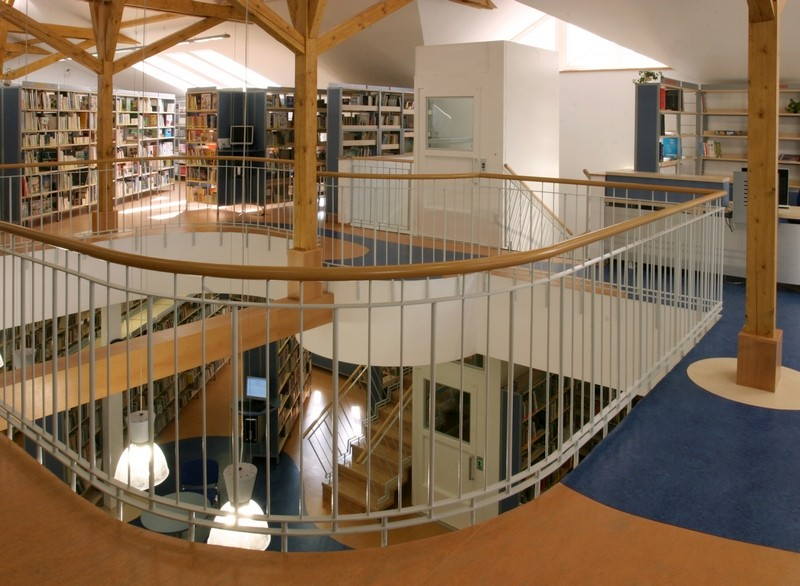
Interiér knihovny z roku 2006

Na přelomu 80. a 90. let byla dokončena první etapa výstavby sídliště v centru města, sídliště je dnes nazýváno nové. K uskutečnění dalších etap, kterým měly ustoupit například kino a dům U Koruny již vlivem pádu socialismu nedošlo. Vybudováno bylo rovněž nové obchodní centrum.
Roku 1993 byla rozpadající se pontonová lávka přes Berounku nahrazena novou lávkou, a to podle návrhu architekta Josefa Pleskota. V průběhu 90. let 20. století a v prvním desetiletí 21. století zaznamenal Radotín výrazný rozvoj. Začalo se s výstavbou kanalizace a plynovodu, bylo vybudováno nové zdravotnické středisko a nová cyklostezska. Byl vybudován nový dům s pečovatelskou službou, nová místní knihovna, sportovní hala, došlo k revitalizaci parků a břehu Berounky.
V roce 2015 bylo zprovozněno unikátní přírodní koupaliště Biotop Radotín, roku 2019 pak bazén. O rok později začala první etapa revitalizace středu Radotína, nazývaná Centrum Radotín. V letech 2012–2019 proběhla rozsáhlá rekonstrukce areálu základní školy.
V současnosti je Radotín významným správním, kulturním, společenským, vzdělávacím i sportovním a rekreačním centrem oblasti jihozápadu Prahy a Dolního Poberouní. Je znám rovněž pořádáním nejrůznějších kulturních akcí, jako je například Havelské posvícení či Radotínské burčákobraní.

## Pamětihodnosti

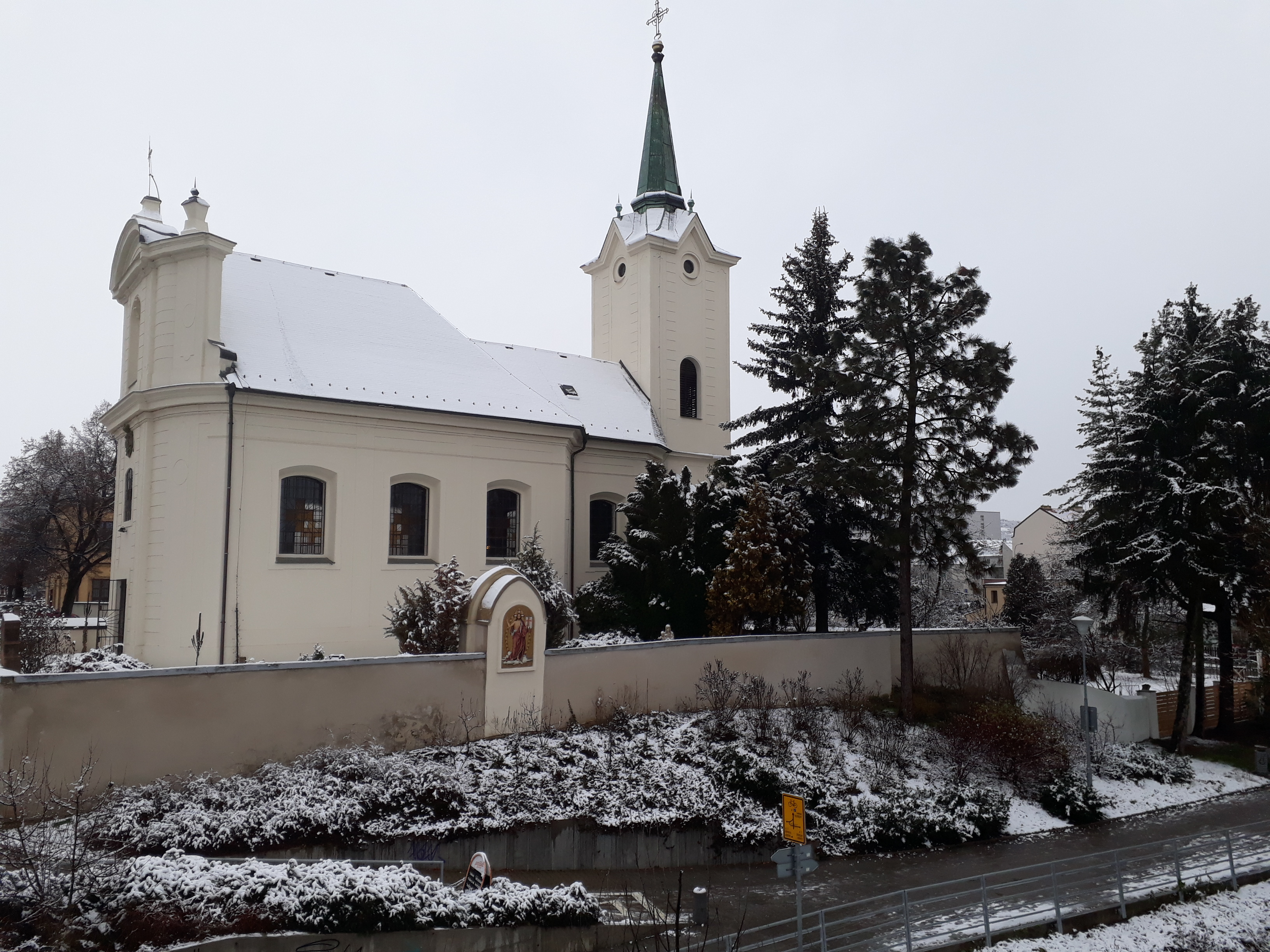
Kostel sv. Petra a Pavla v zimě

### Kulturní památky
- kostel sv. Petra a Pavla
- Zámek Cikánka – zbořen v roce 2018

### Přírodní památky
- Lípa republiky – významný strom, ulice Václava Balého

## Dopravní spojení

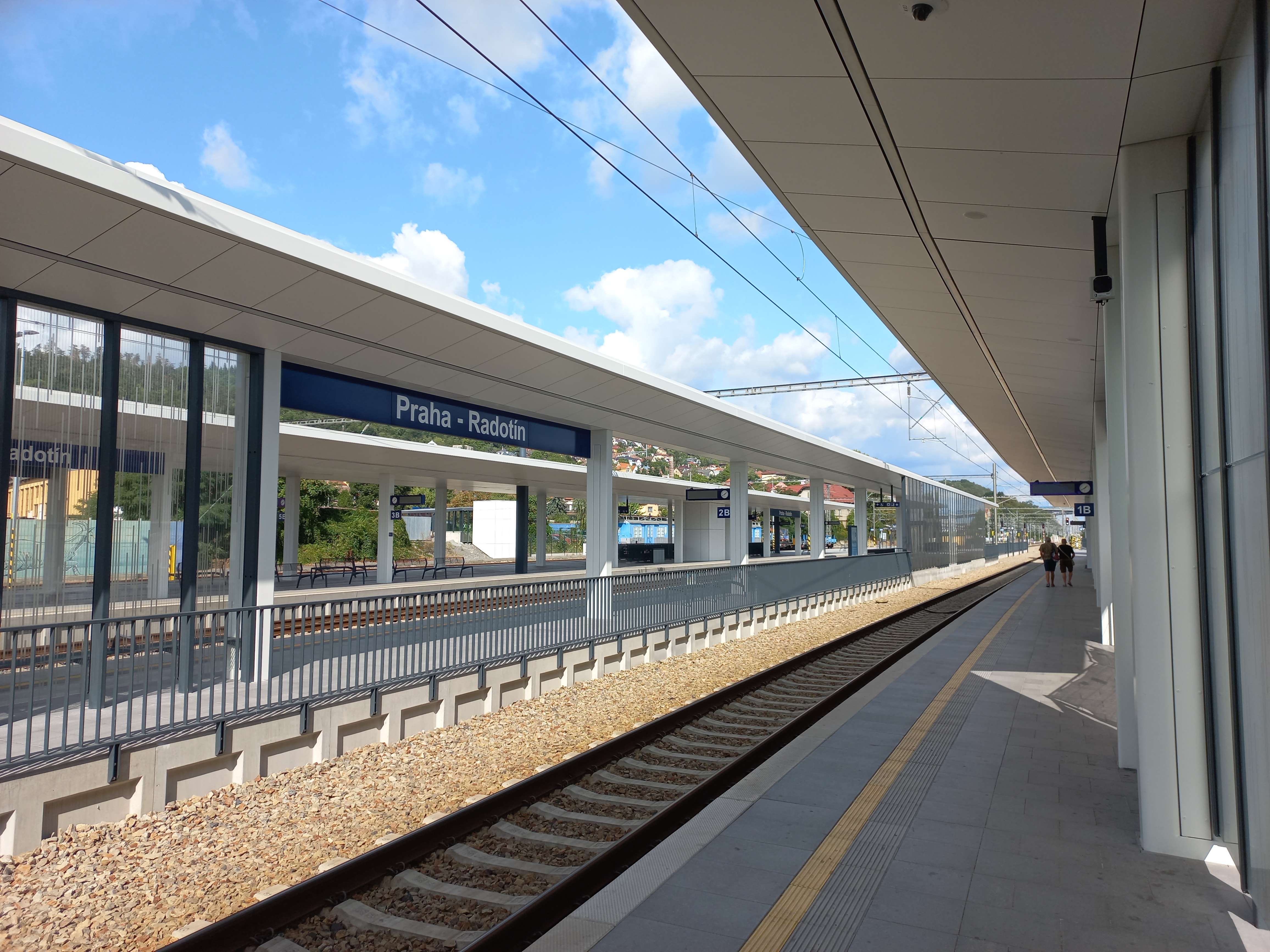
Nádraží Praha–Radotín

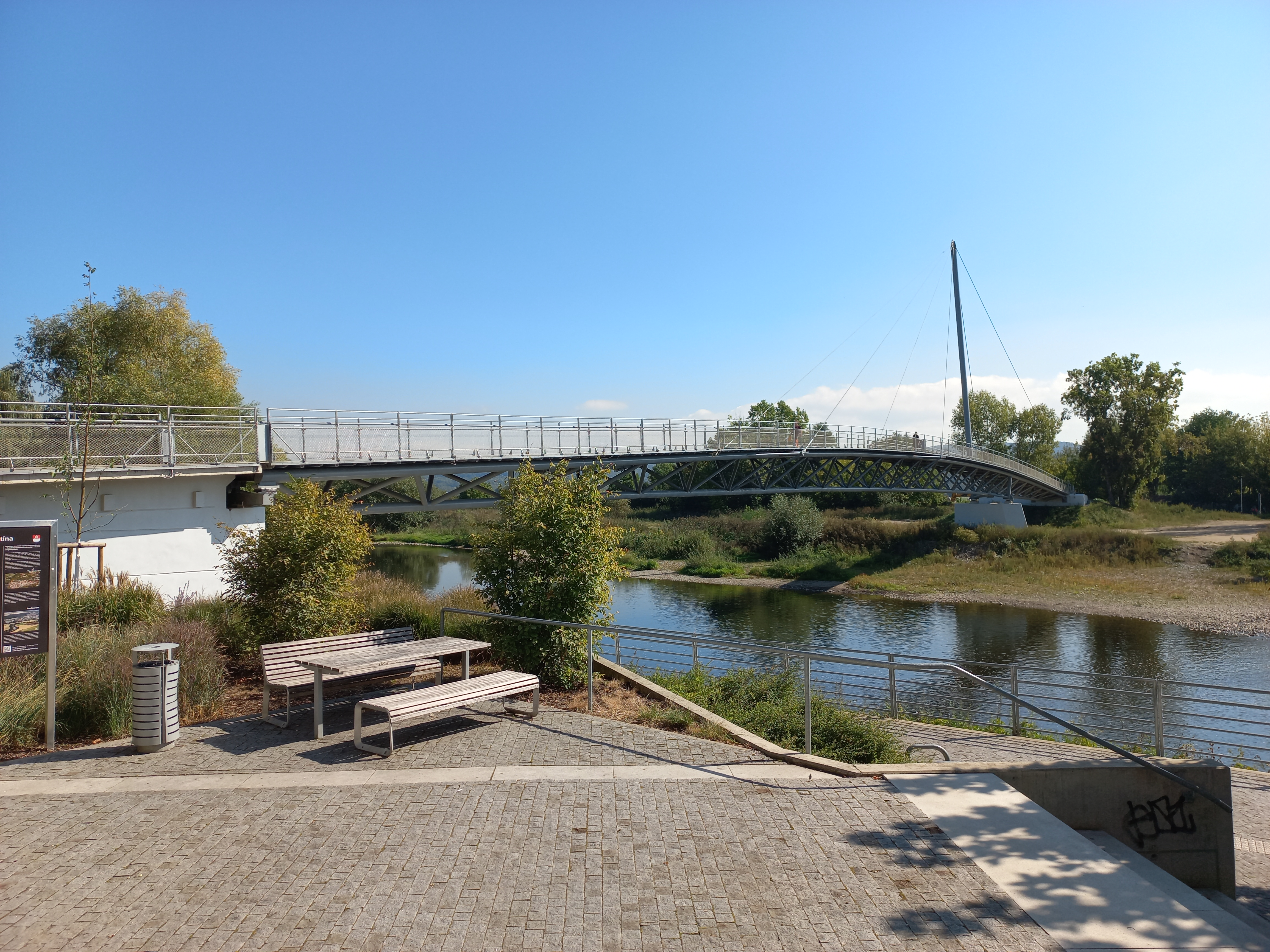
Lávka pro pěší a cyklisty přes Berounku

Železniční stanice Praha–Radotín leží na železniční trati 171 Praha–Plzeň–Cheb, nejrychlejší spojení s centrem Prahy proto představuje vlaková linka S7 do Prahy hlavního nádraží. Radotínské nádraží prošlo v letech 2019 až 2023 rekonstrukcí a je plně bezbariérové. 
Radotínem prochází frekventovaná silnice č. 115 s odbočkami na Lochkov č. 599 a Třebotov č. 101, která spojuje Prahu s obcemi podle Berounky.
Ze Smíchovského nádraží jezdí autobusy MHD, především linka 244. Méně využívané jsou pak linky 120 přes Barrandov a 255 ze Zbraslavi do Stodůlek.
Na Berounce těsně nad soutokem s Vltavou je nákladní přístav. Podle Berounky prochází Radotínem cyklostezka A1 s odbočkou na Zbraslav, přes centrum Radotína pak prochází cyklostezka A11. Zavěšená lávka přes Berounku u kostela sv. Petra a Pavla, slouží cyklistům a pěším na cestě ke Zbraslavi a Lipencům. 

## Služby

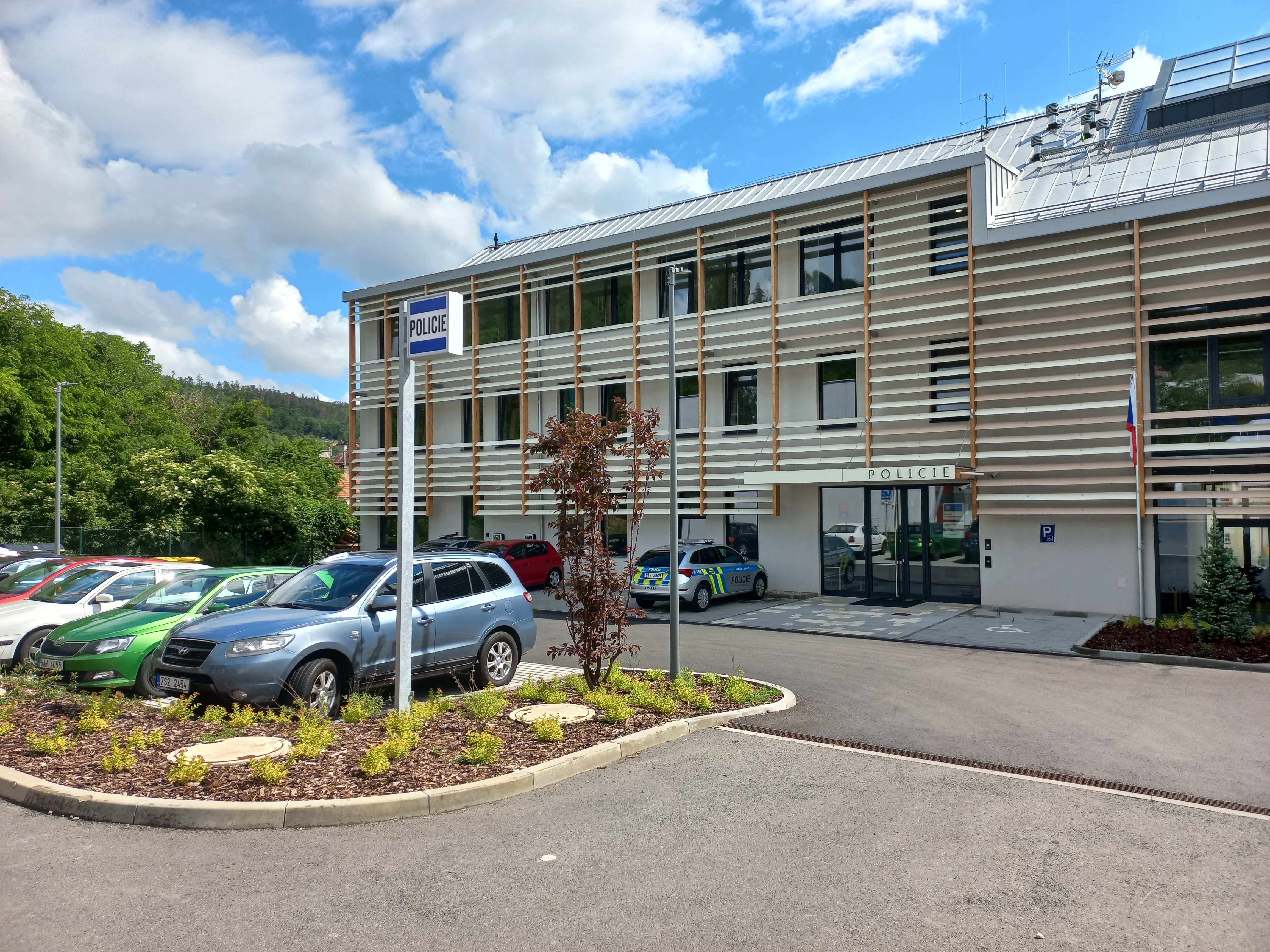
Služebna Policie ČR

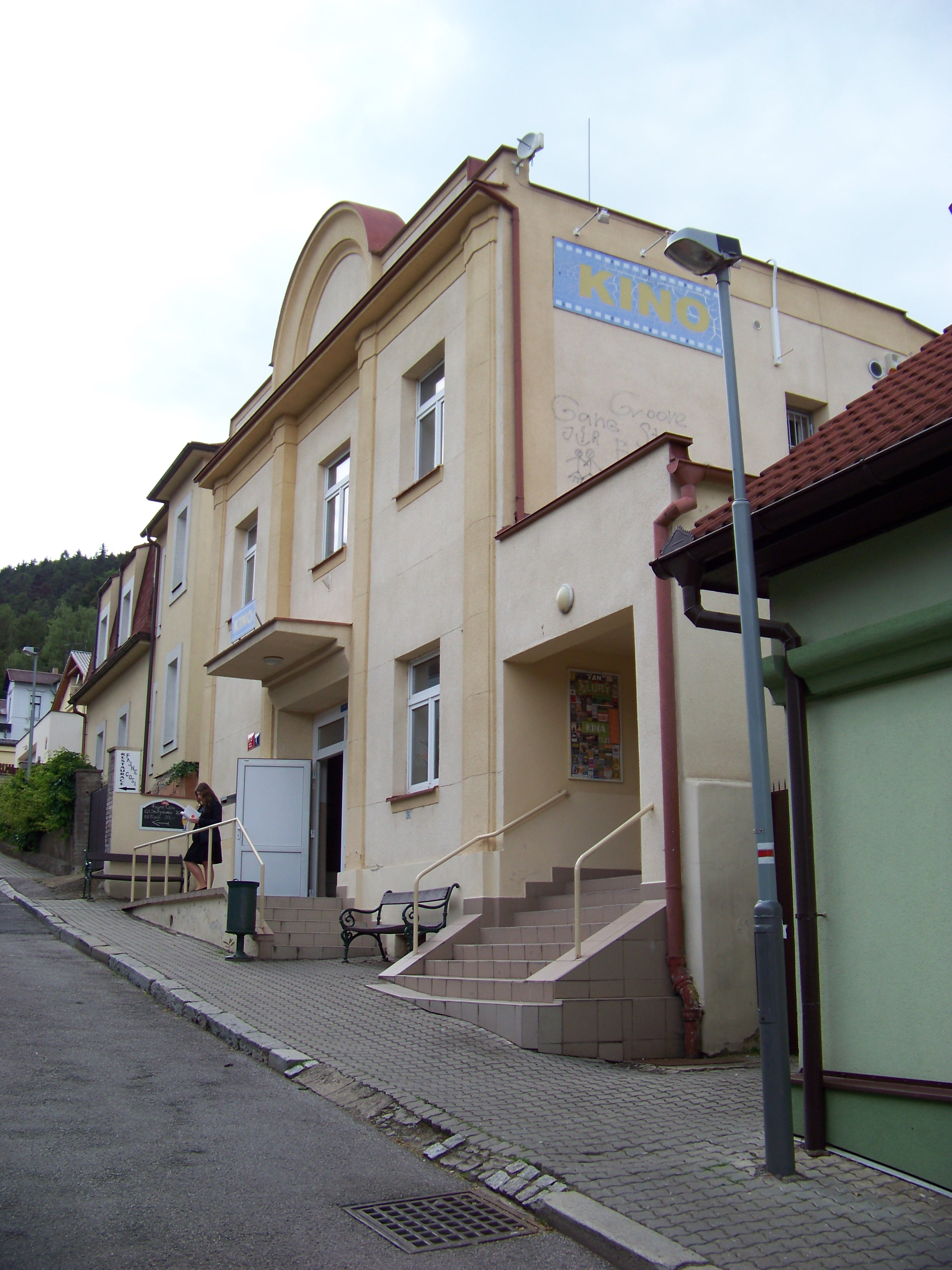
Kino Radotín

Radotín je znám i jako sídlo mnoha veřejných institucí, většinou zřizovaných místní radnicí. Z kulturních institucí je to Kulturní středisko U Koruny a Kino Radotín, jedno z nejmoderněji vybavených kin v Praze a Místní knihovna Radotín.
Základní škola Praha–Radotín má v současnosti díky své vybavenosti význam přesahující hranice Prahy 16, najdeme zde i další vzdělávací instituce: Základní uměleckou školu Klementa Slavického, Střední odborné učiliště, prestižní Gymnázium Oty Pavla nebo soukromou jazykovou školu Chanell Crossing.
Velmi vyhledávané je areál přírodního koupaliště Biotop Radotín a Bazénu Radotín. V Radotíně dále najdeme například sportovní halu a atletický stadion.
Městská část rovněž provozuje zdravotnické středisko a dům s pečovatelskou službou. Dále se zde nachází společná stanice HZS Praha a výjezdové stanoviště ZZS hl. m. Prahy. V areálu Centra Koruna nalezneme služebnu Policie ČR a na kraji městské části v ulici Výpadová služebnu dopravní policie PČR Praha.
V centru Radotína se rovněž nachází největší prodejce cyklistického a lyžařského vybavení v ČR, Ski Bike Centrum Radotín.

## Základní škola

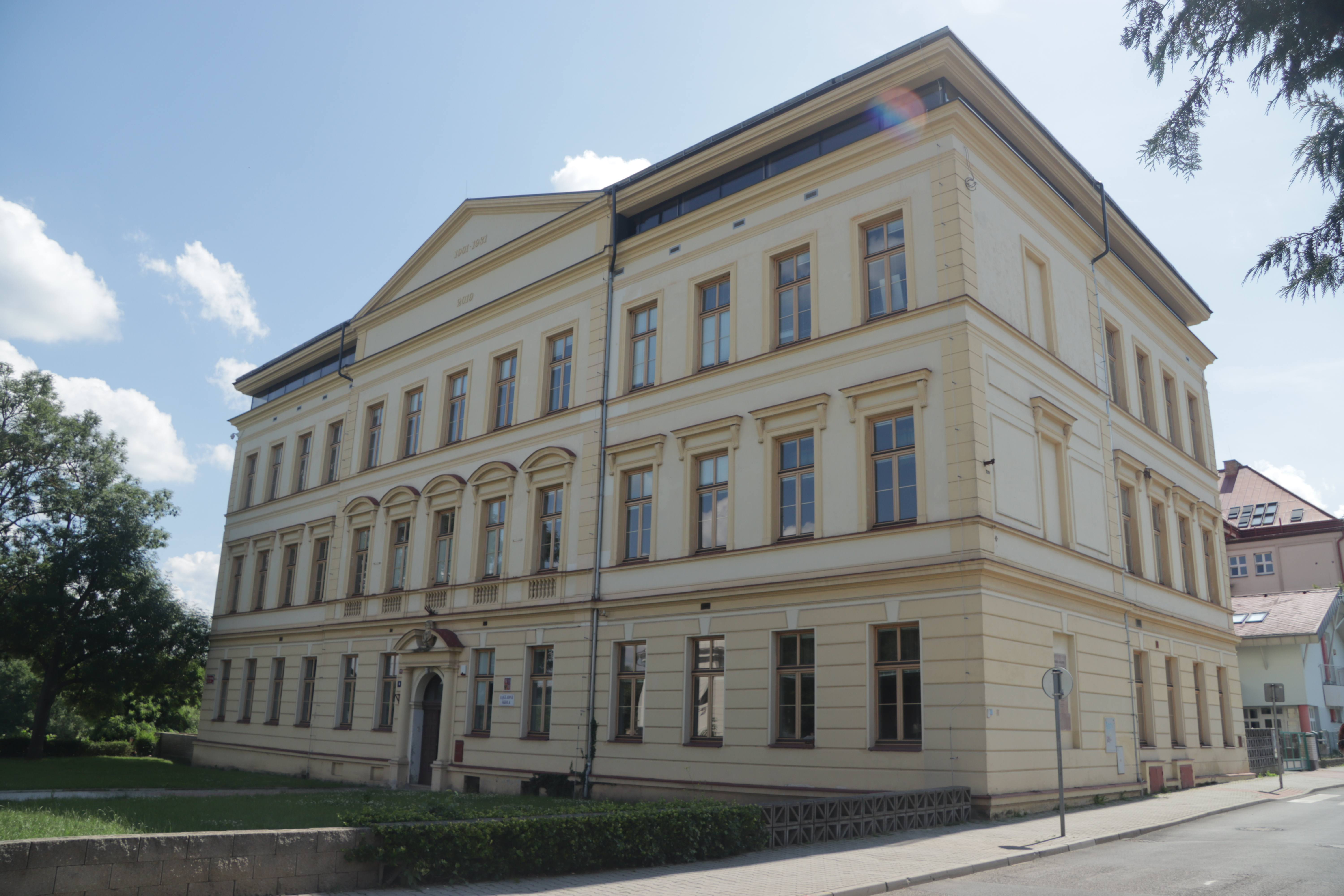
Budova 1. stupně radotínské základní školy

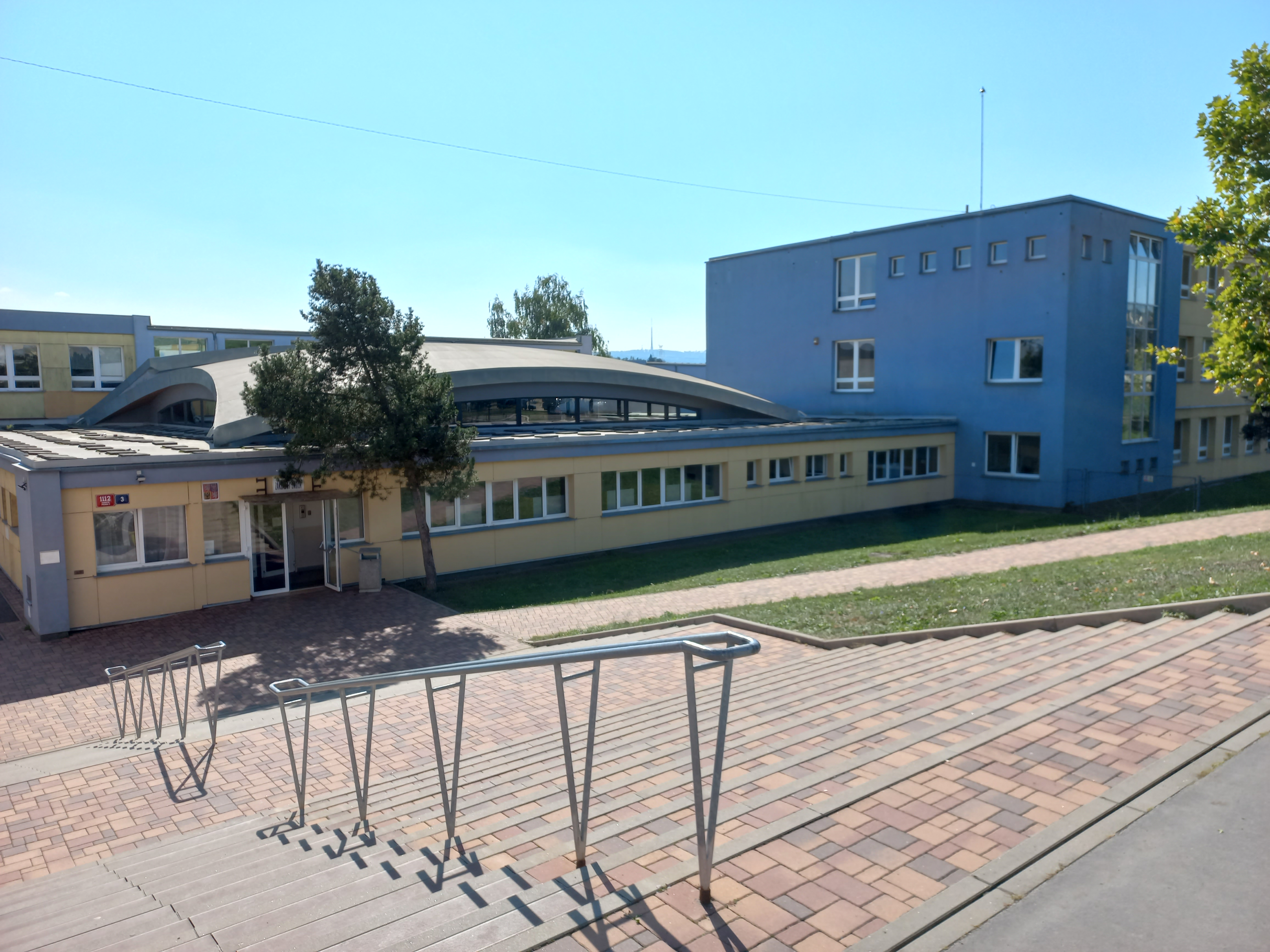
II. stupeň radotínské základní školy s multifunkční aulou

První písemná zpráva o radotínské škole pochází již z roku 1715. Tehdy sídlila v někdejší zádušní chalupě poblíž kostela. Roku 1873 se začalo vyučovat v nové školní budově, ve které v současnosti sídlí radnice. I tato budova brzy přestala potřebám školy stačit, a tak byla roku 1901 slavnostně otevřena nová budova obecné školy naproti kostelu, roku 1931 pak zvýšená ještě o patro. V roce 1928 v Radotíně vznikla Masarykova měšťanská škola, z dnešního pohledu odpovídající II. stupni základní školy, otevřená k desátému výročí republiky. Tato budova dnes slouží jako Gymnázium, základní škola jí vyklidila po roce 1969, kdy byly dokončeny nové školní budovy pavilonového typu jihozápadním směrem.
Po povodních v roce 2002 a v letech 2012 až 2019 proběhla rozsáhlá rekonstrukce a modernizace areálu, během které přibylo několik přístaveb ke školní družině, jídelně a II. stupni, nová multifunkční aula a školní bazén s využitím pro veřejnost. Zakončena byla zvednutím střechy staré budovy z roku 1901 o další patro roku 2019.
Kapacita radotínské základní školy je v současné době 1020 žáků.

## Průmysl
Dějiny průmyslu v Radotíně se začaly psát především po roce 1862, kdy sem byla přivedena železnice a obec Radotín se stala industriálním centrem oblasti. Průmyslová výroba se v Radotíně utlumovala především po roce 1963, kdy byla zrušena stará cementárna v centru obce a po roce 1989, kdy se Radotín definitivně přestal orientovat na průmysl. Cementárna Radotín, Janka Radotín, a.s., Technometra, Kovoklima–Gürtler a Schafer–Menk však patří stále mezi významné podniky svou výrobou a mezi významné zaměstnavatele.

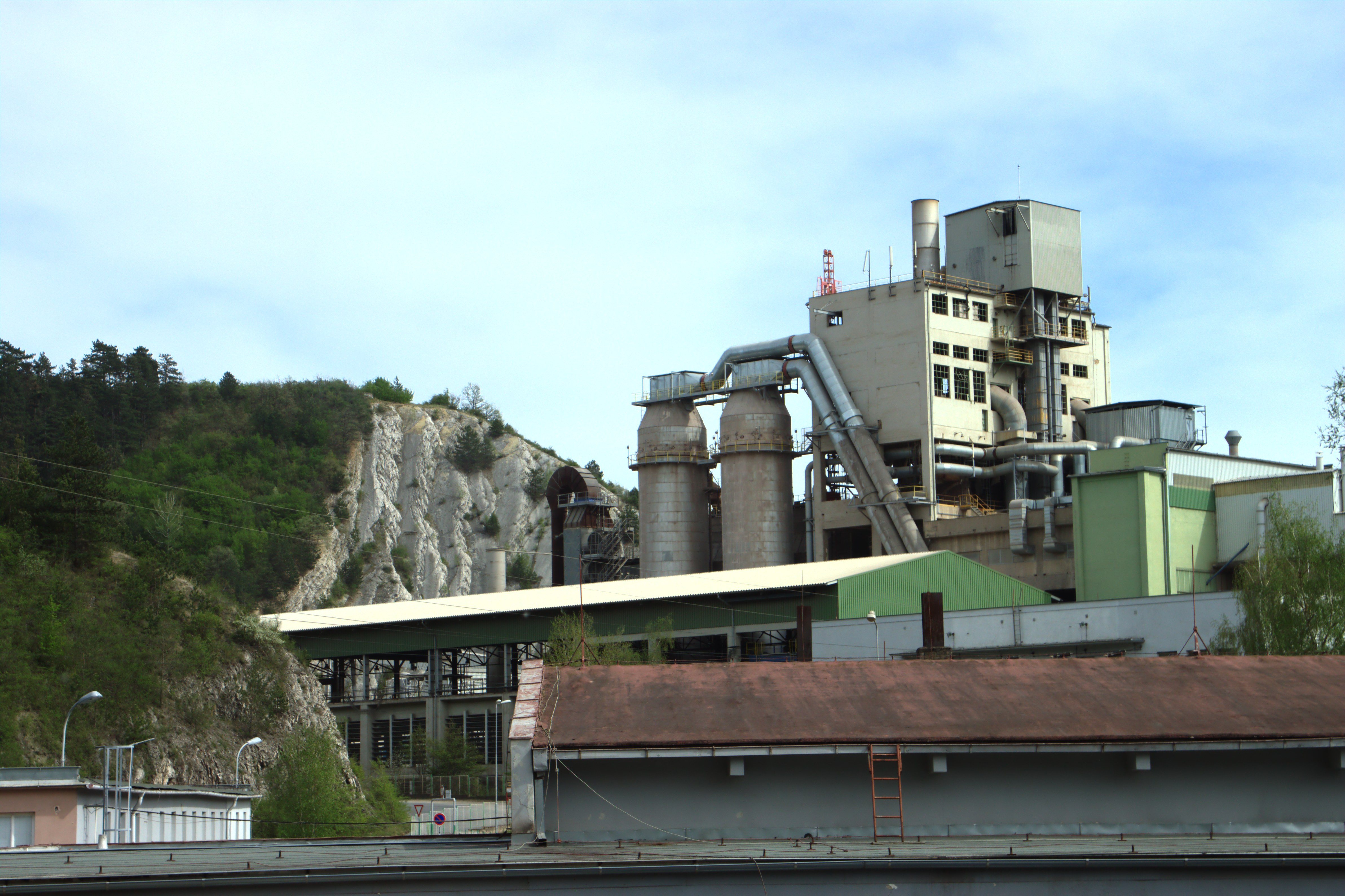
Nová radotínská cementárna

#### Cementárna Radotín
Založena byla roku 1871 skupinou českých podnikatelů jako Pražská akciová továrna na hydraulický cement. O několik později jí koupil jeden z akcionářů, Max Herget, jehož firma ji provozovala až do roku 1920, kdy se stala majetkem firmy Bárta a Tichý. Roku 1946 byl podnik znárodněn a začleněn do národního podniku Pragocement. Vzhledem ke špatnému vlivu na životní prostředí byla stará cementárna v centru města roku 1963 zdemolována a ještě předtím nahrazena novou v Radotínském údolí. Po sametové revoluci se stala majetkem německé firmy Heidelberg Zement a.g.

#### Janka

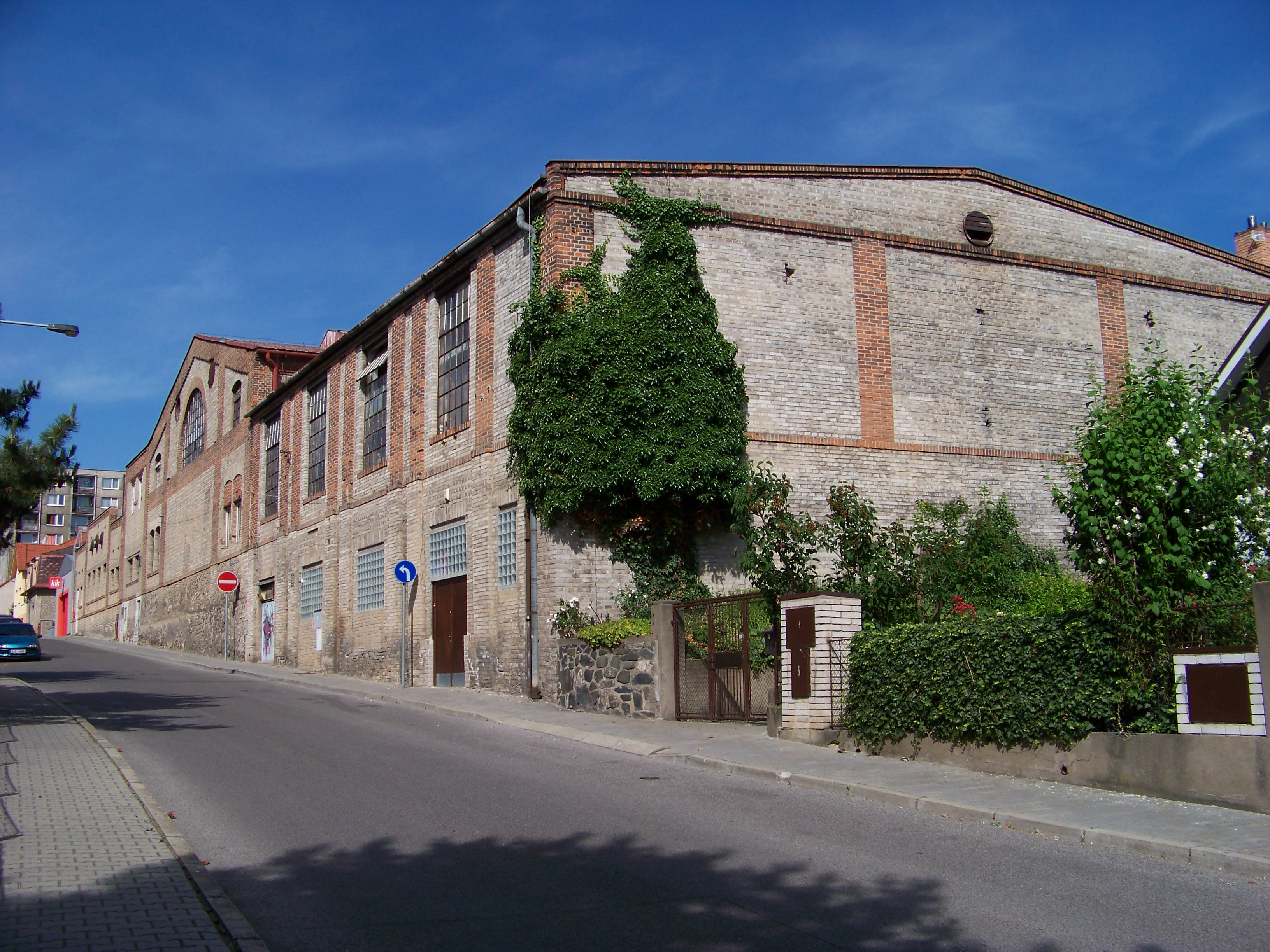
Bývalá továrna Janka

Její kořeny sahají až do roku 1872, kdy strojník Jan Janka založil v Praze klempířskou dílnu, která v roce 1907 získala nové prostory v Radotíně. Roku 1912 se Jan Janka nepohodl se svými společníky ve firmě a ve své radotínské vile spáchal sebevraždu. Od roku 1926 sídlila firma v areálu naproti nádražní budově (po pozdějším rozšíření výroby, v 60. letech 20. století, byla tato část podniku označena jako Provoz 1). V tomto prostoru se dnes nachází supermarket Billa a další společnosti. Po druhé světové válce byla firma znárodněna a po komunistickém puči přejmenována na JANKA Závody Rudých letnic, národní podnik Radotín. V šedesátých letech se výroba podniku rozšířila do prostoru ohraničeného železniční tratí, ulicí Prvomájovou a částečně ulicí Na Betonce (tzv. Provoz 2) a do nového areálu severně od centra (tzv. Provoz 3), kde po privatizaci a několika akvizicích působí od konce roku 2018 pod názvem JANKA Radotín, a.s.

#### Cukrovar
V ulici Vrážská před nádražím se nacházel od roku 1872 areál cukrovaru. Výrobu radotínský cukrovar ukončil roku 1922, poté byl pozemek, na němž stál rozparcelován. Na části postavil stavitel Josef Kočí obytné budovy, z části vznikla veřejná zeleň.

#### Vindyš

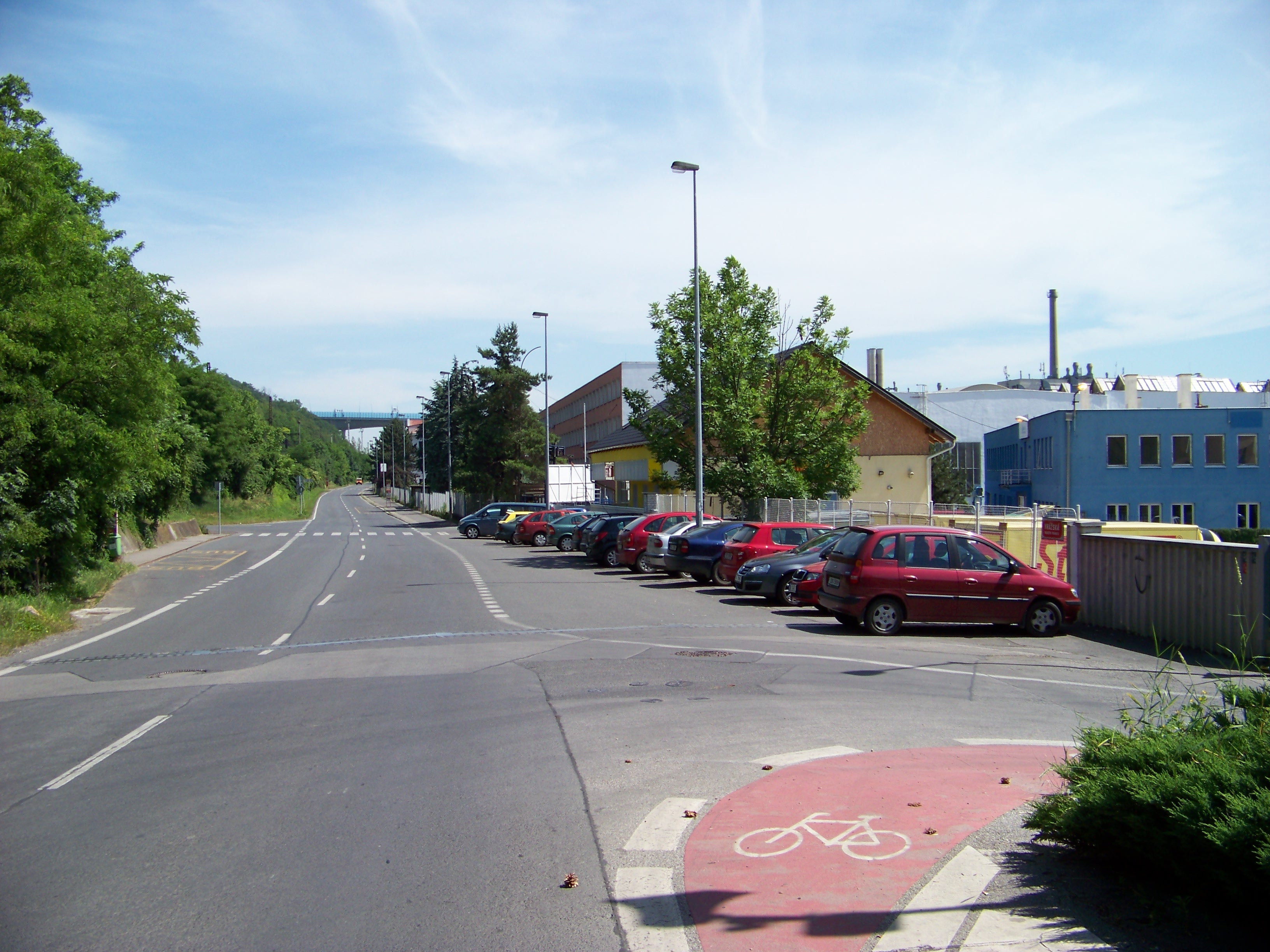
Průmyslová část Radotína

Založena byla roku 1907 Josefem Vindyšem, k provozu se otevřela roku 1910. Šlo o původně smíchovskou továrnu na pivovarské stroje, která od roku 1891 sériově vyráběla tělocvičné náčiní. Po první světové válce pak vlivem špatného vedení Vindyšova dědice, syna Otakara Vindyše, zkrachovala. V jejím někdejším sídle v ulici Na Betonce dnes sídlí prodejna Ski Bike Centrum Radotín a restaurace Velo.

#### Marmorea
Vznikla roku 1927 v dnešní ulici Věštínská (na místě této továrny dnes stojí soubor bytových domů, dodnes zvaný Mramorka. Tento podnik se zabýval zpracováváním kamene, zejména mramoru. K ukončení provozu došlo roku 1976, k demolici budov však až koncem devadesátých let 20. století.

## Osobnosti spjaté s Radotínem[9][10]

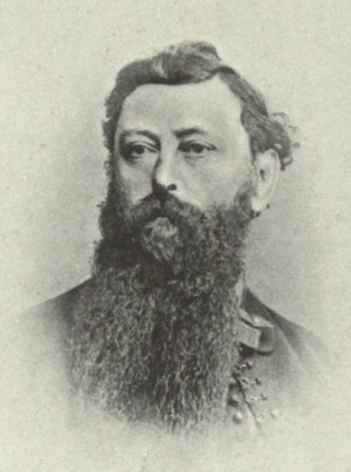
Josef Macháček (1818–1870), politik a podnikatel

- Josef Macháček (1818–1870), politik a podnikatelJosef Macháček (1818–1870) – politik Národní strany a podnikatel, v Radotíně se narodil a prožil mládí. Je po něm pojmenována ulice
- Max Herget (1823–1893) – podnikatel a politik, vlastník radotínské cementárny
- Ferdinand Barta (1838-1892) - podnikatel, spoluzakladatel radotínské cementárny
- Václav Klán (1839–1903) – úředník a podnikatel, zakladatel Klánovic, v Radotíně vlastnil pozemky
- Josef Vindyš (1842–1913) – podnikatel, v Radotíně žil a vlastnil továrnu na tělocvičné náčiní a pivovarské stroje. Je po něm pojmenována ulice.
- Jan Janka (1845–1912) – podnikatel, v Radotíně žil a vlastnil továrnu Janka, vyrábějící vzduchotechniku
- Alois Jirásek (1851–1930) – do Radotína jezdil za mlynářem Šarbochem do Šarbochova mlýna na letní byt
- Růžena Jesenská (1863-1940) - učitelka, básnířka, spisovatelka, část dětství prožila v Radotíně
- Rudolf Barta (1868-1952) - podnikatel, komerční rada a generální ředitel firmy Prastav vlastnící mj. radotínskou cementárnu, v Radotíně rovněž založil firmení výzkumný ústav
- Otakar Vindyš (1884–1949) – hokejista a podnikatel, v Radotíně zdědil továrnu po svém otci, která však záhy zkrachovala
- Josef Nebeský (1889–1966) – statkář a politik Republikánské strany, později předseda Národního souručenství, v Radotíně žil na rodinném statku

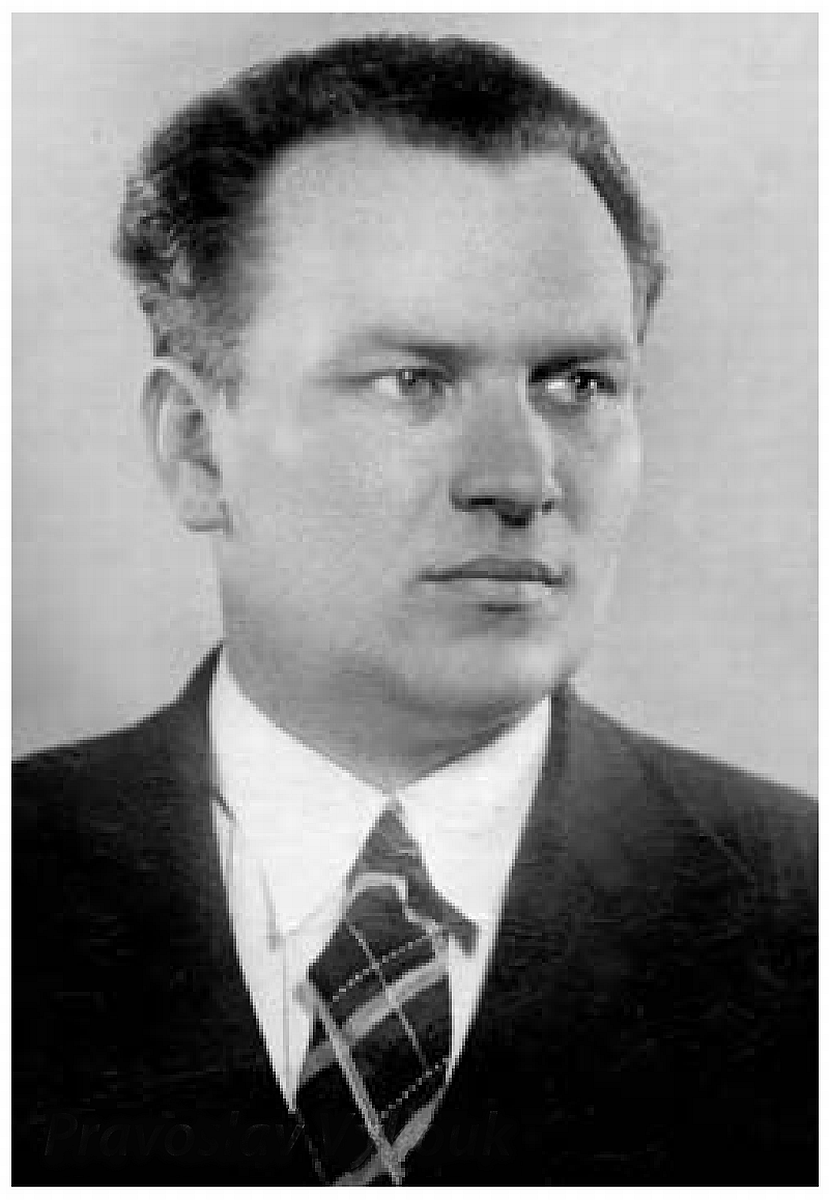
Pravoslav Vykouk (1902-1942) - obchodník, sokolský funkcionář, protinacistický odbojář a podporovatel výsadku Anthropoid popravený nacisty

- Pravoslav Vykouk (1902-1942) - obchodník, sokolský funkcionář, protinacistický odbojář a podporovatel výsadku Anthropoid popravený nacistyJosef Ejem (1892–1957) – učitel, odbojář, generál a politik KSČ, pocházel z Radotína
- Otomar Korbelář (1899–1976) – herec, hudebník, režisér a ředitel divadla, v Radotíně měl chatu
- Pravoslav Vykouk (1902-1942) - obchodník, sokolský funkcionář, protinacistický odbojář a podporovatel výsadku Anthropoid popravený nacisty, v Radotíně žil od roku 1939 až do svého zatčení, jméno jeho rodiny nese ulice u místní sokolovny
- Jaroslav Brutar (1903-1983) - podnikatel, výrobce a tvůrce koupelnových ohřívačů vody ,,Brutar", žil v Radotíně
- Jarmila Novotná (1907–1994) – operní pěvkyně a herečka, do Radotína jezdila za svou sestrou a považovala jej za druhý domov. V Radotíně je po ní pojmenována ulice
- Klement Slavický (1910–1999) – hudební skladatel, spolupracoval s radotínskou základní uměleckou školou, kde působila jeho choť a která dnes nese jeho jméno
- Božena Weleková (1910–1979) – loutkoherečka a herečka, interpretka Máničky v Divadle Spejbla a Hurvínka, žila v Radotíně
- František Běloun (1912-1992) - učitel matematiky a deskriptivní geometrie, autor sbírky úloh, učil i v Radotíně
- Jan Truhlář (1913-1982) - fotbalista, pocházel z Radotína
- Vilém Heckel (1918–1970) – fotograf a horolezec, v Radotíně žil v letech 1942–1956
- prof. Jan Šabršula (1918–2015) – romanista, filolog, vysokoškolský pedagog a pamětník událostí 17. listopadu 1939, žil v Radotíně

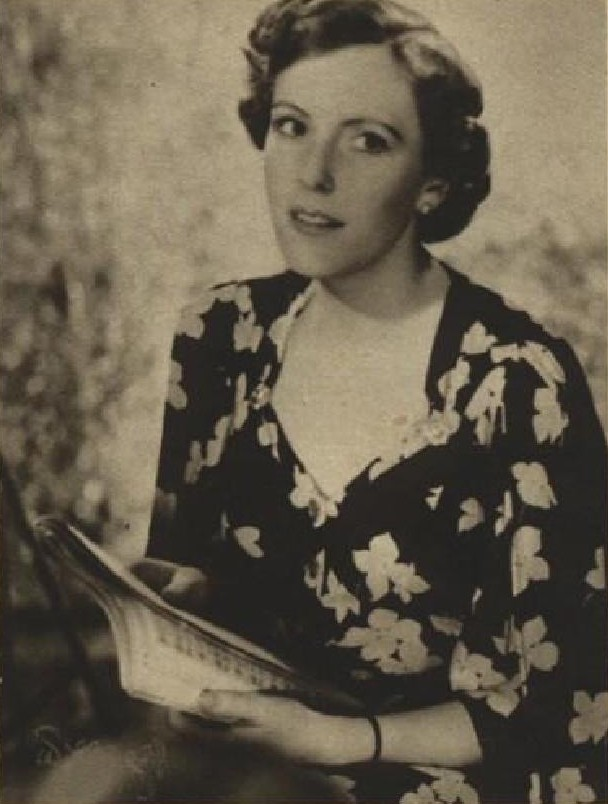
Jarmila Novotná (1907–1994) – operní pěvkyně a herečka

- Jarmila Novotná (1907–1994) – operní pěvkyně a herečkaLudvík Fuček (1921-2004) - farář Církve československé husitské, mj. husitský farář v Radotíně
- Ludmila Matrtajová (1921-2015) - zakladatelka Společnosti Jarmily Novotné a spisovatelka, žila v Radotíně
- Zdenka Sojková (1921–2014) – literární historička, spisovatelka a překladatelka, žila v Radotíně
- Ilja Hurník (1922-2013) - hudební skladatel, pedagog a spisovatel, spolupracoval s místní ZUŠ
- Miroslav Heryán (1923–2003) – teolog, básník, duchovní Českobratrské církve evangelické, v letech 1960–1971 evangelický farář v Radotíně
- Jan Šimáně (1924-2013) - skaut a redaktor časopisu ABC, krátce učil na učilišti v Radotíně
- Josef Brož (1927-2005) - československý volejbalový reprezentant, mistr světa, trenér olympijských vítězů, pocházel z Radotína
- Milan Balabán (1929–2019) – evangelický teolog, duchovní Českobratrské církve evangelické, religionista a vysokoškolský pedagog, v Radotíně působil v letech 1971–1975 jako farář místního evangelického sboru
- Jaroslav Jareš (1930-2016) - fotbalista a trenér, vedl radotínský klub Spartak Radotín za který rovněž hrál
- Ota Pavel (1930–1973) – prozaik, novinář a sportovní reportér, do Radotína jezdil za svými rodiči, Radotín se objevuje i v jeho dílech. Je po něm pojmenováno radotínské Gymnázium Oty PavlaVilém Heckel (1918–1970), fotograf a horolezec

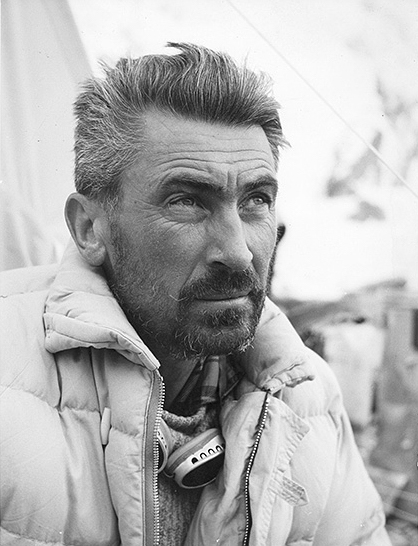
Vilém Heckel (1918–1970), fotograf a horolezec

- Zdeňka Krumphanzlová (1931–2002) – archeoložka, spisovatelka, dlouhodobě se zabývala raně středověkým pohřebištěm na východě Radotína
- František Vicena (1933–1984) – herec a pedagog, žil v Radotíně
- Václav Pavlíček (1934) - ústavní právník a pedagog, v období normalizace podnikový právník v Jance Radotín
- Stanislav Vanžura (1936-1988) - fotbalista, hrál za Spartak Radotín
- Zdeňka Hledíková (1938–2018) – církevní historička a archivářka, ředitelka Českého historického ústavu v Římě, pocházela z Radotína
- Miroslav Kokoška (1944–2005) – hráč na marimbu, hudební skladatel, pocházel z Radotína
- Jiří Zídek st. (1944 – 2022) – basketbalista a trenér, žil v Radotíně
- Štěpán Rak (1945) – kytarový virtuos, hudební skladatel a pedagog, žije v Radotíně
- Josef Frais (1946–2013) – spisovatel a dramatik, v Radotíně žil po roce 1989Jan Šabršula (1918–2015), filolog, romanista, vysokoškolský pedagog

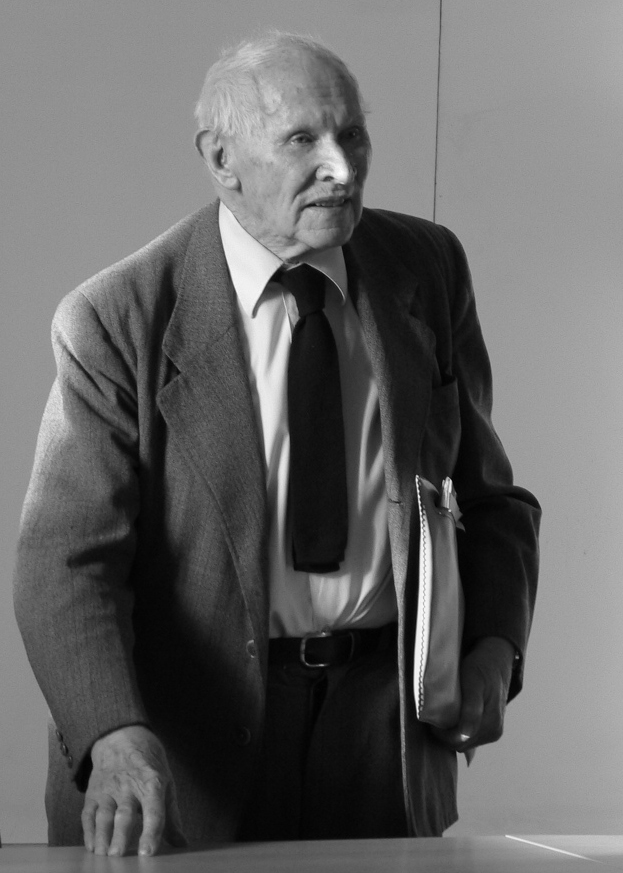
Jan Šabršula (1918–2015), filolog, romanista, vysokoškolský pedagog

- Hana Žižková (1948 – 2007) – komunální politička OF a ODS, radotínská starostka a náměstkyně pražského primátora, žila v Radotíně
- Petr Stach (1949–2015) – kulturista, podnikatel a trenér, žil v Radotíně
- Jan Mamula (1950) – kazatel Českobratrské církve evangelické, šéfredaktor časopisu Český bratr, v letech 1997–2002 evangelický farář v Radotíně
- Josef Klíma (1951) - novinář, spisovatel a spoluzakladatel české investigativní žurnalistiky, vystudoval Gymnázium Oty Pavla v Radotíně
- Jan Dvořák (1951) – teatrolog, zakladatel nakladatelství Pražská scéna, žije v Radotíně
- Karel Oliva (1958) - jazykovědec, bývalý ředitel Ústavu pro jazyk český AV ČR, žije v Radotíně
- Jaroslav Svěcený (1960) - houslista, žije v Radotíně
- Zuzana Bydžovská (1961) – herečka, žije v Radotíně
- Jáchym Topol (1962) – básník, prozaik, hudebník a žurnalista, v Radotíně vystudoval Gymnázium Oty Pavla
- Milan Peroutka (1964–2013) – bubeník, člen kapely Olympic, v Radotíně prožil celý život. Je po něm pojmenována klubová scéna v místním kulturním domě
- Miloš Pokorný (1964) – zpěvák, bavič a moderátor, žije v RadotíněŠtěpán Rak (1945), kytarový virtuos, hudební skladatel a pedagog

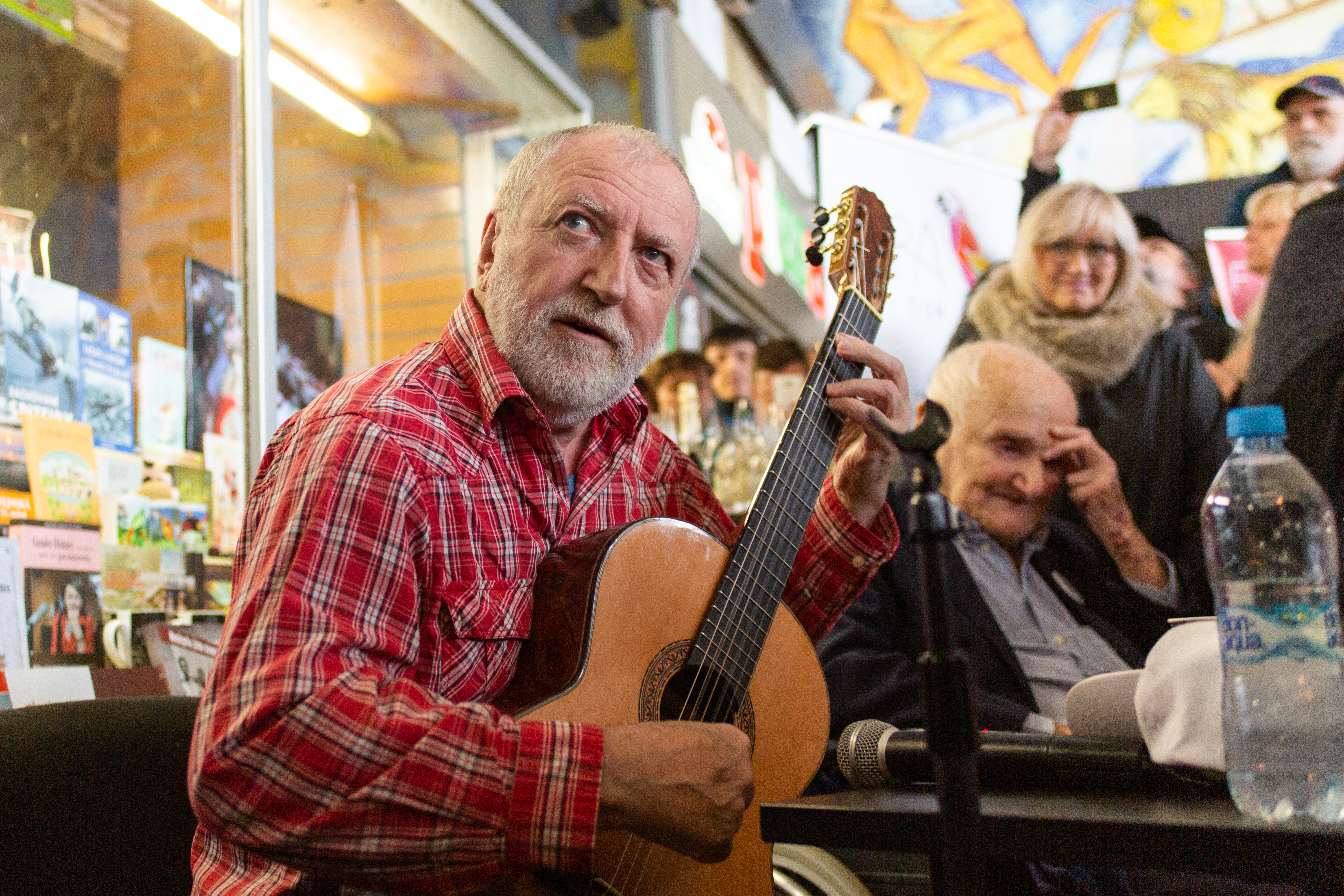
Štěpán Rak (1945), kytarový virtuos, hudební skladatel a pedagog

- Jan Macháček (1965) - novinář, hudebník a bývalý disident, signatář Charty 77, poradce premiéra Babiše a prezidenta Pavla, vystudoval gymnázium v Radotíně
- Filip Topol (1965-2013) - zpěvák, pianista, skladatel, spisovatel a textař, vůdčí osobnost kapely Psí vojáci, vystudoval Gymnázium Oty Pavla
- Jana Tischerová (1968) - historička umění, vystudovala Gymnázium Oty Pavla
- Jaroslav Březina (1968) – operní pěvec, žije v Radotíně
- Tomáš Podivínský (1969) – diplomat a politik KDU–ČSL, bývalý ministr životního prostředí a velvyslanec v Německu, žije v Radotíně
- Karel B. Müller (1972) - politolog, vystudoval gymnázium v Radotíně

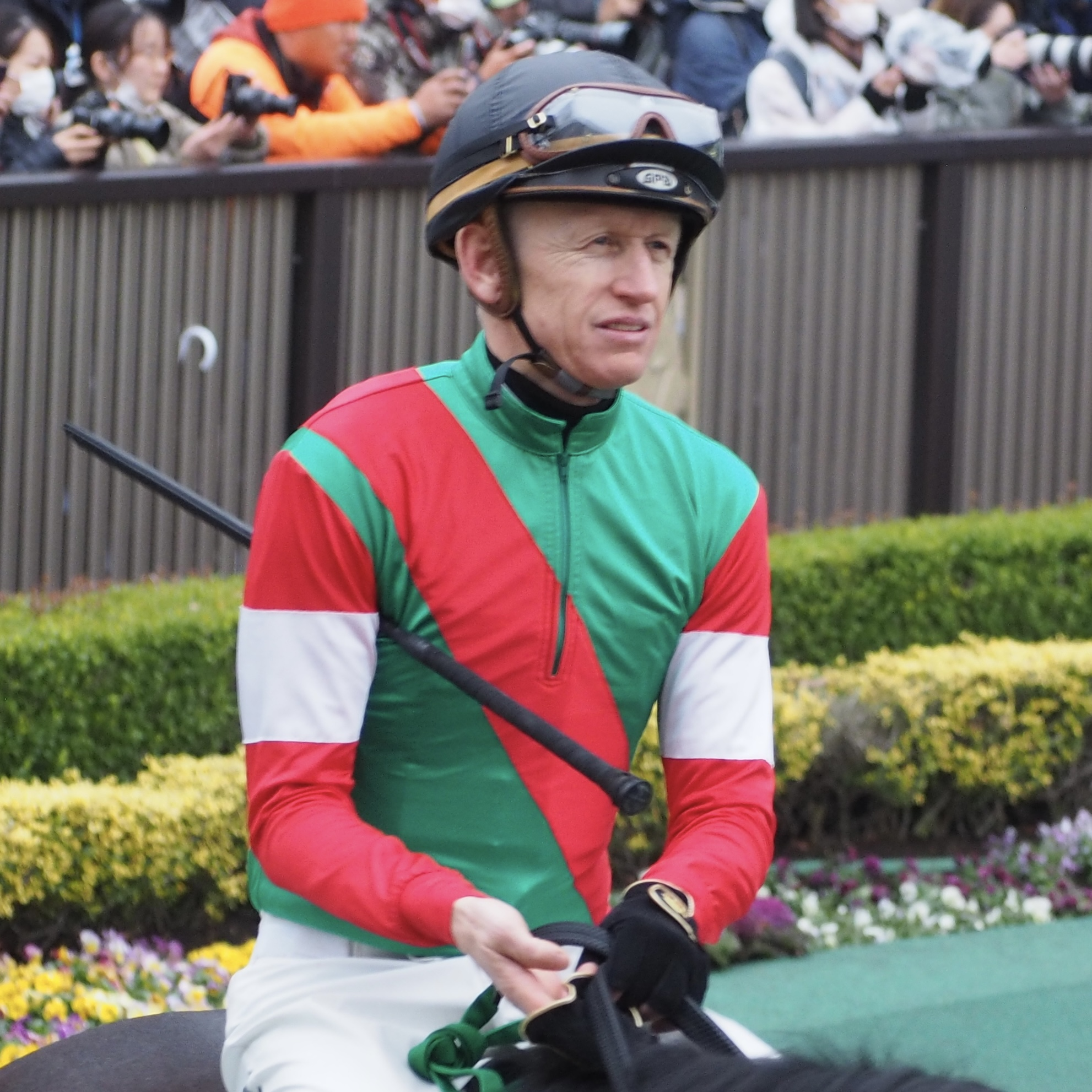
Filip Minařík (1975–2023), nejúspěšnější český žokej v historii

- Jiří Zídek ml. (1973) – basketbalista, první český basketbalista v NBA, žije v RadotíněFilip Minařík (1975–2023), nejúspěšnější český žokej v historii
- Filip Minařík (1975–2023) – nejúspěšnější český žokej v historii, pocházel z Radotína
- Jan–Matěj Rak (1977) – kytarista a písničkář, žije v Radotíně

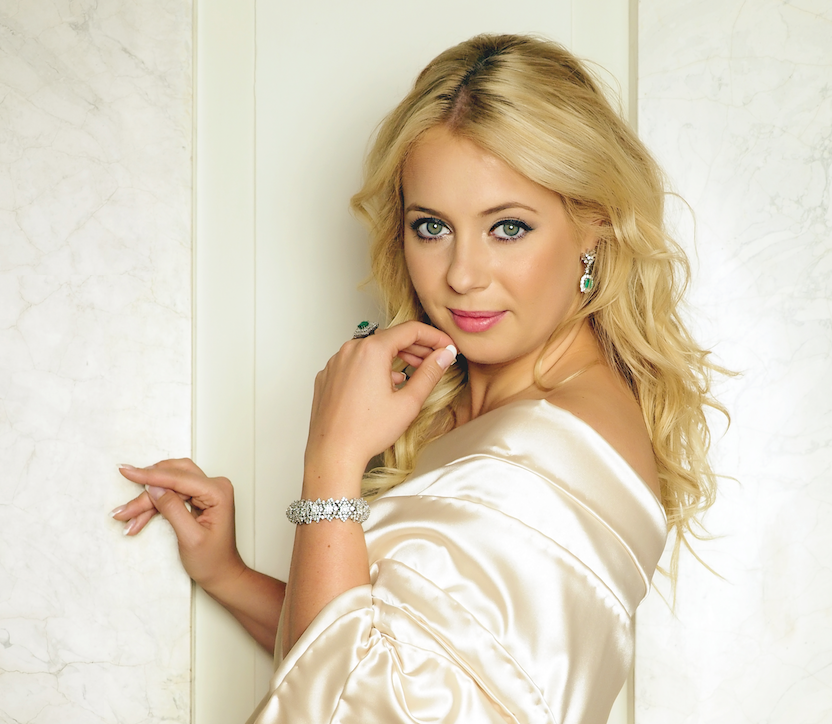
Markéta Fassati (1985), sopranistka

- Jan Tománek (1978) – spisovatel, filmový režisér a výtvarník, žije v RadotíněMarkéta Fassati (1985), sopranistkaMarkéta Fassati (1985) – sopranistka, žije v Radotíně
- Marek Adamczyk (1987) – herec, vystudoval Gymnázium Oty Pavla
- Markéta Nausch Sluková (1988) – plážová volejbalistka, pochází z Radotína
- Milan Peroutka (1990) – herec, moderátor a zpěvák, pochází z Radotína
- Pavel Bušta (1991) – básník, spisovatel a žurnalista, pochází z Radotína
- Adam Zábranský (1993) – politik České pirátské strany a pražský radní, pochází z Radotína
- Filip Císařovský (1997) - fotbalista, hraje za SC Olympia Radotín
- Sára Kusková (1999) – golfistka, studovala radotínské Gymnázium Oty Pavla
- Denis Alijagić (2003) – fotbalista, v Radotíně studoval základní školu

## Galerie

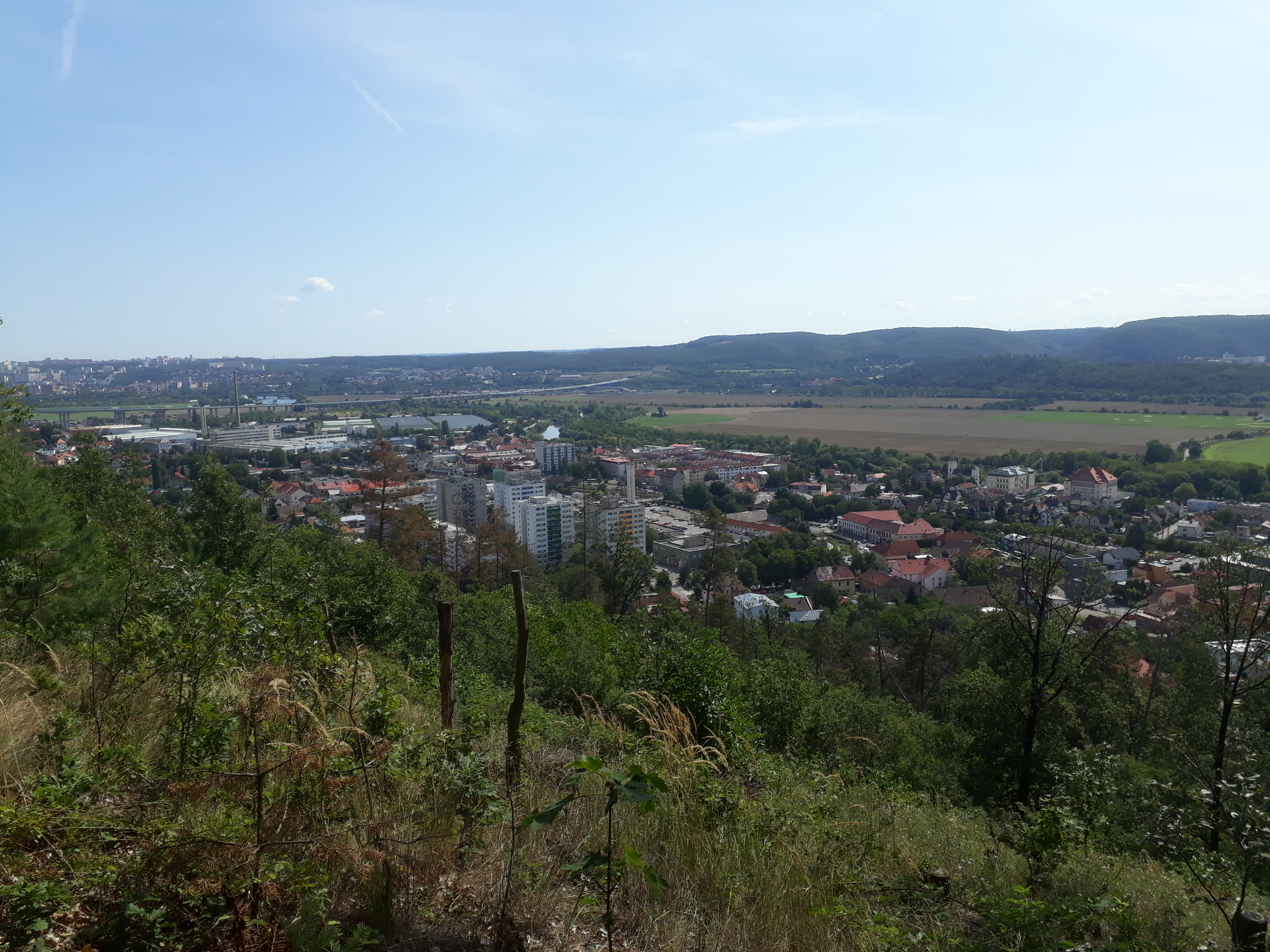
Pohled na Radotín z Klapice
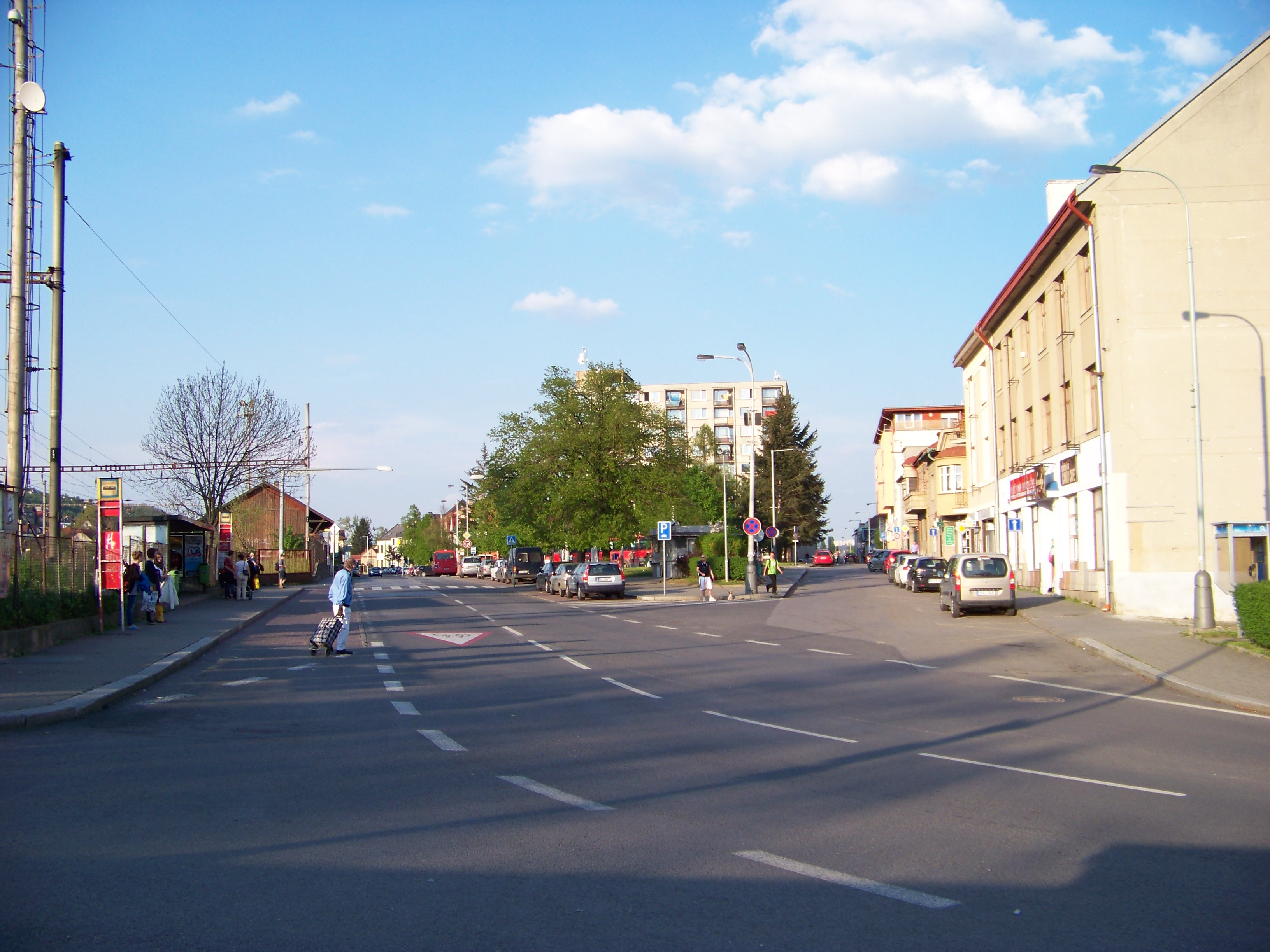
Pohled na hlavní třídu
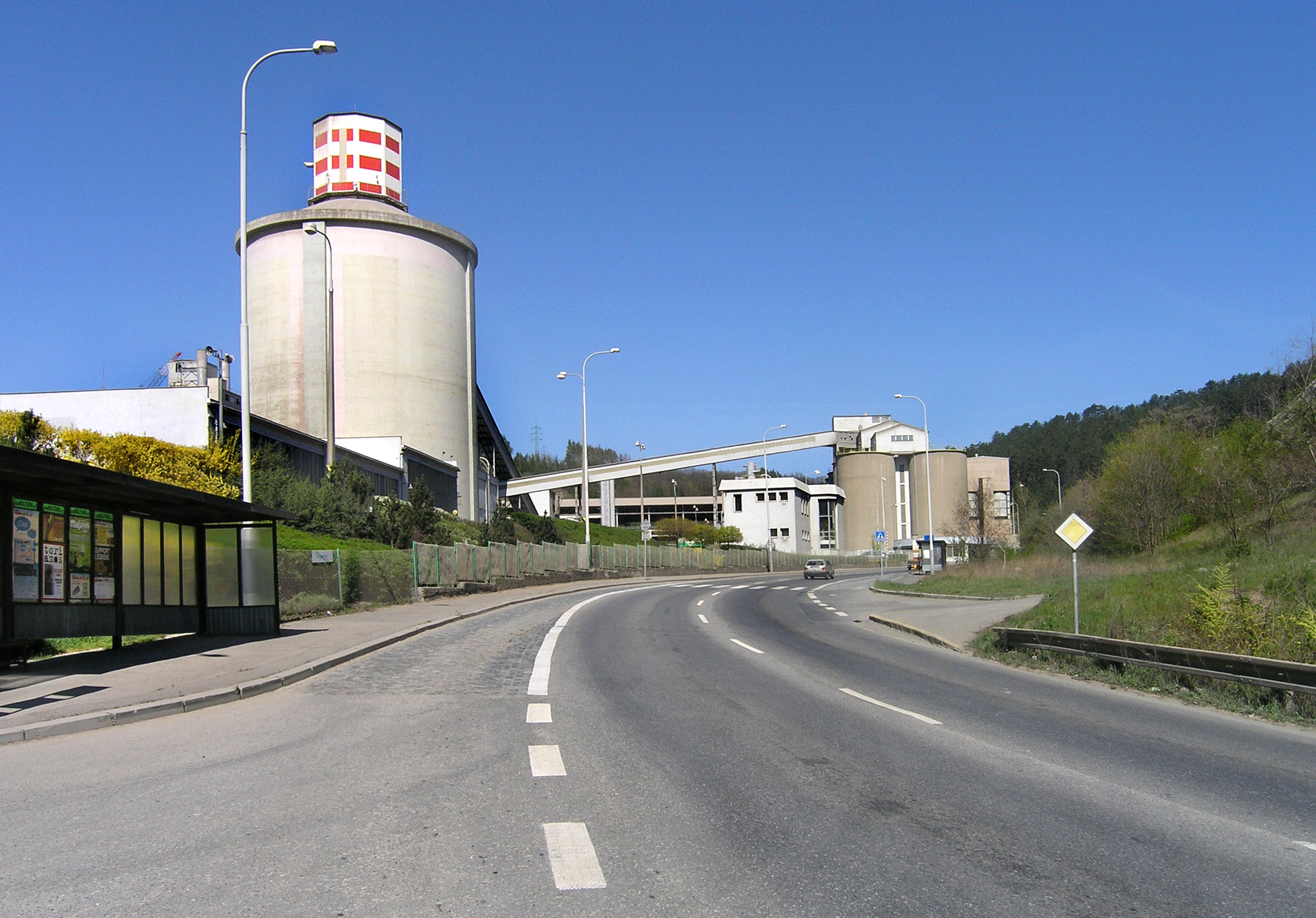
Cementárna
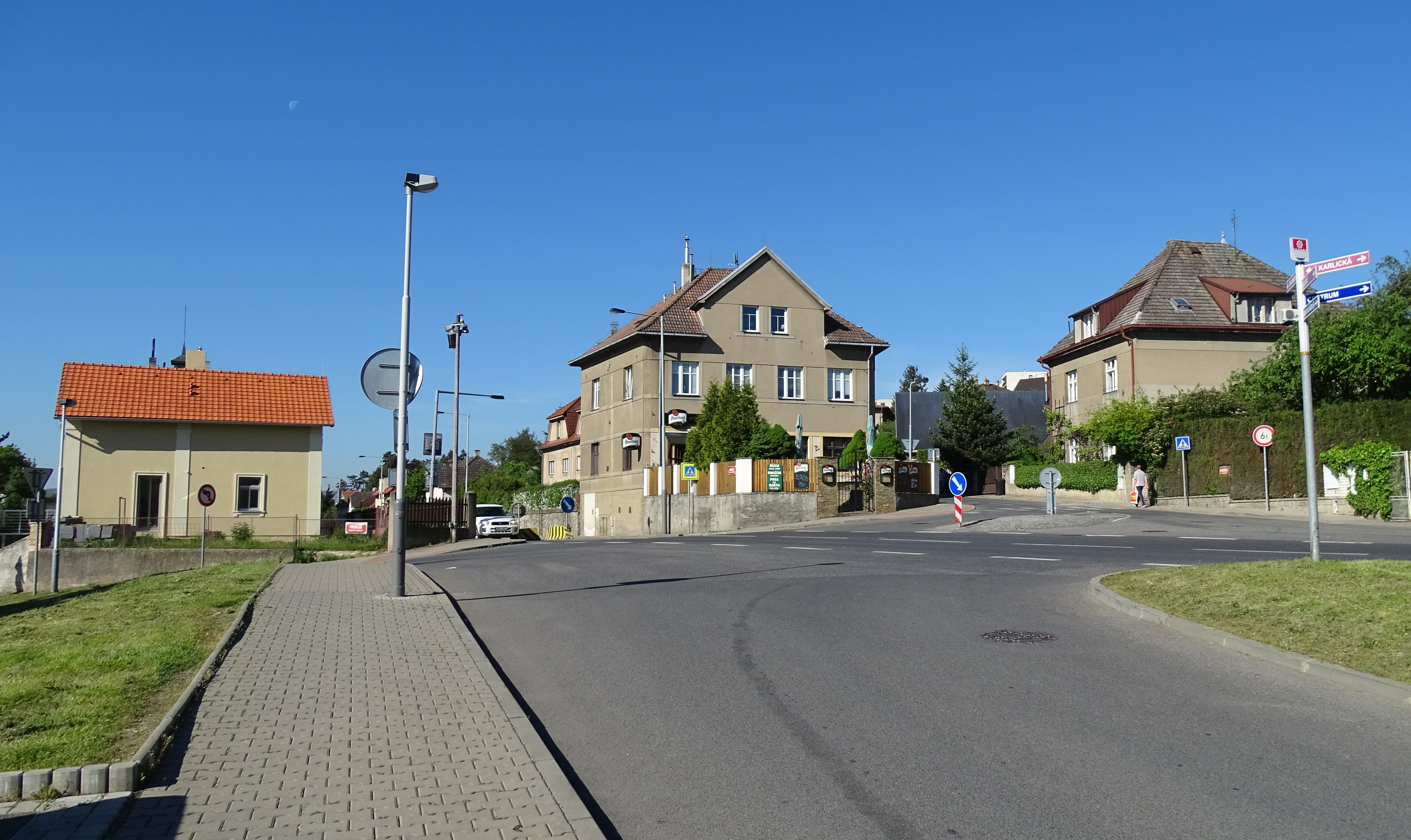
Křižovatka Na Viničkách
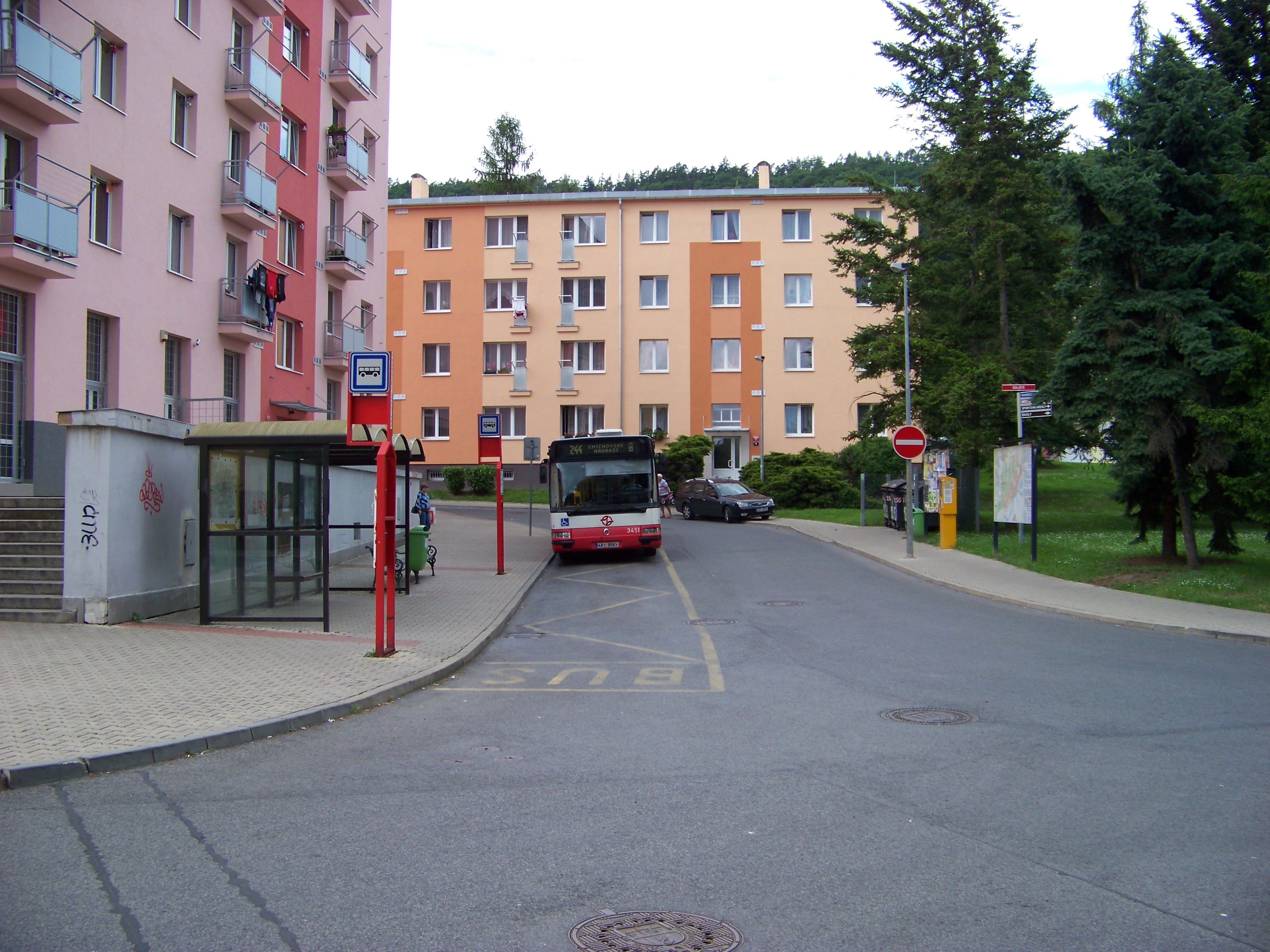
Staré sídliště
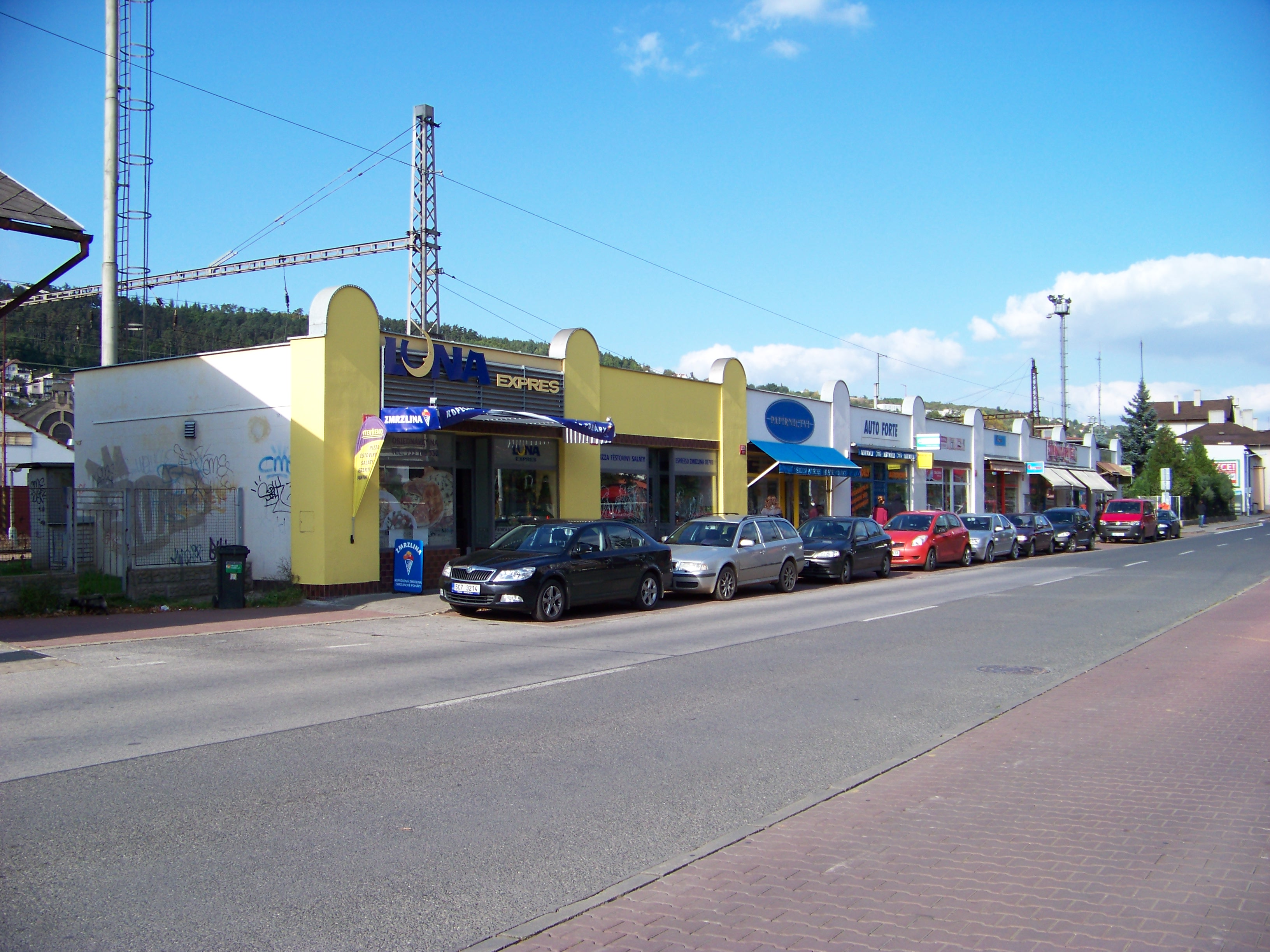
Ulice Vrážská
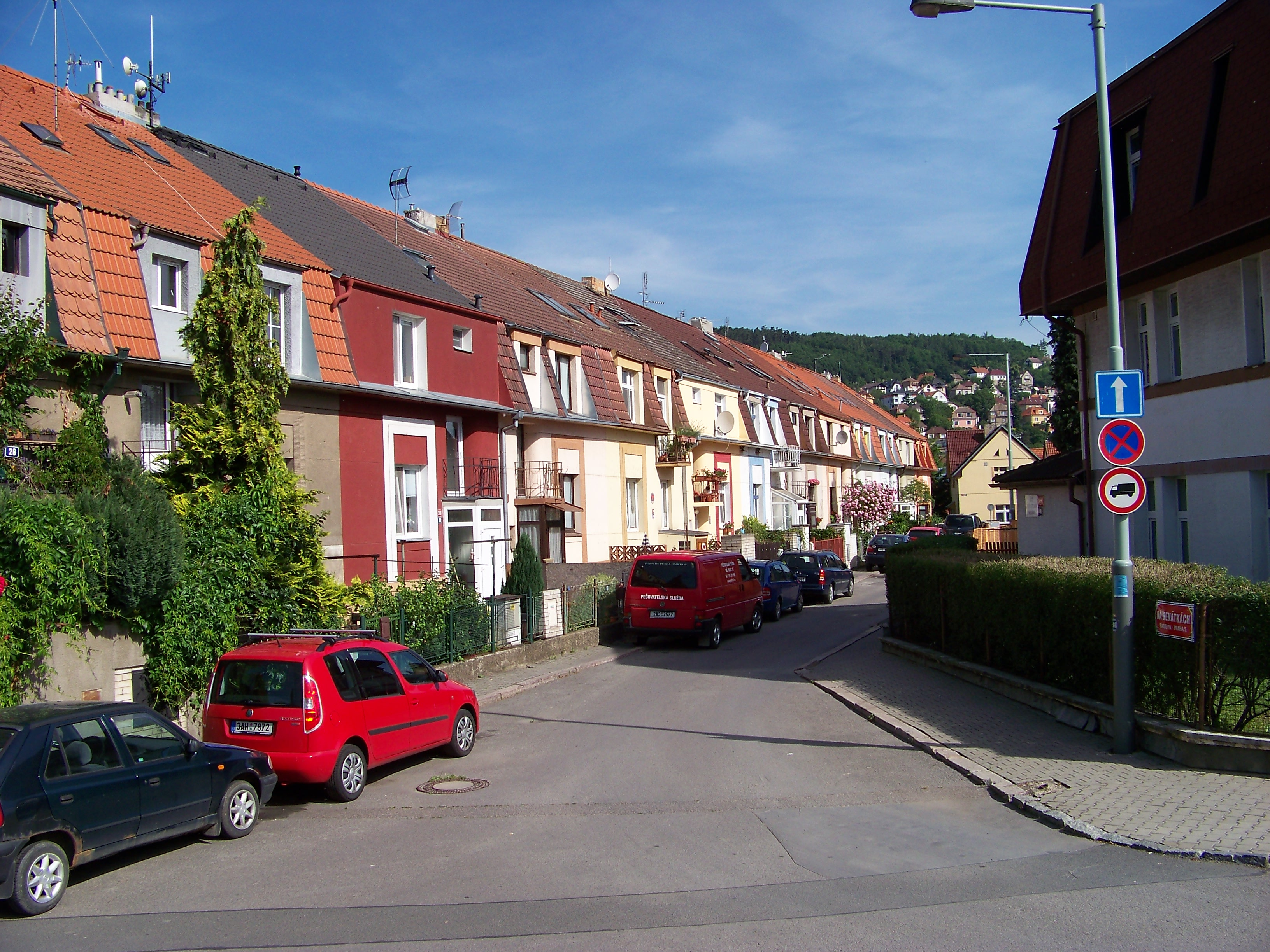
Řadové domky v ulici Na Benátkách
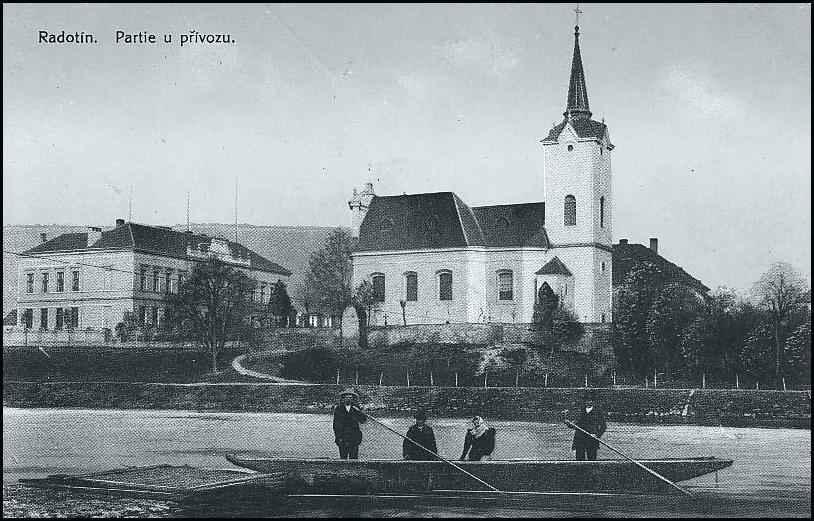
Kostel sv. Petra a Pavla v roce 1907
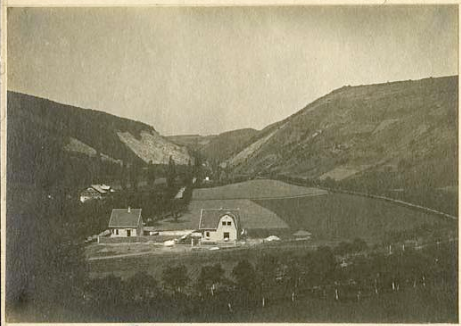
Fotografie Radotínského údolí z roku 1914